# Presentación de María

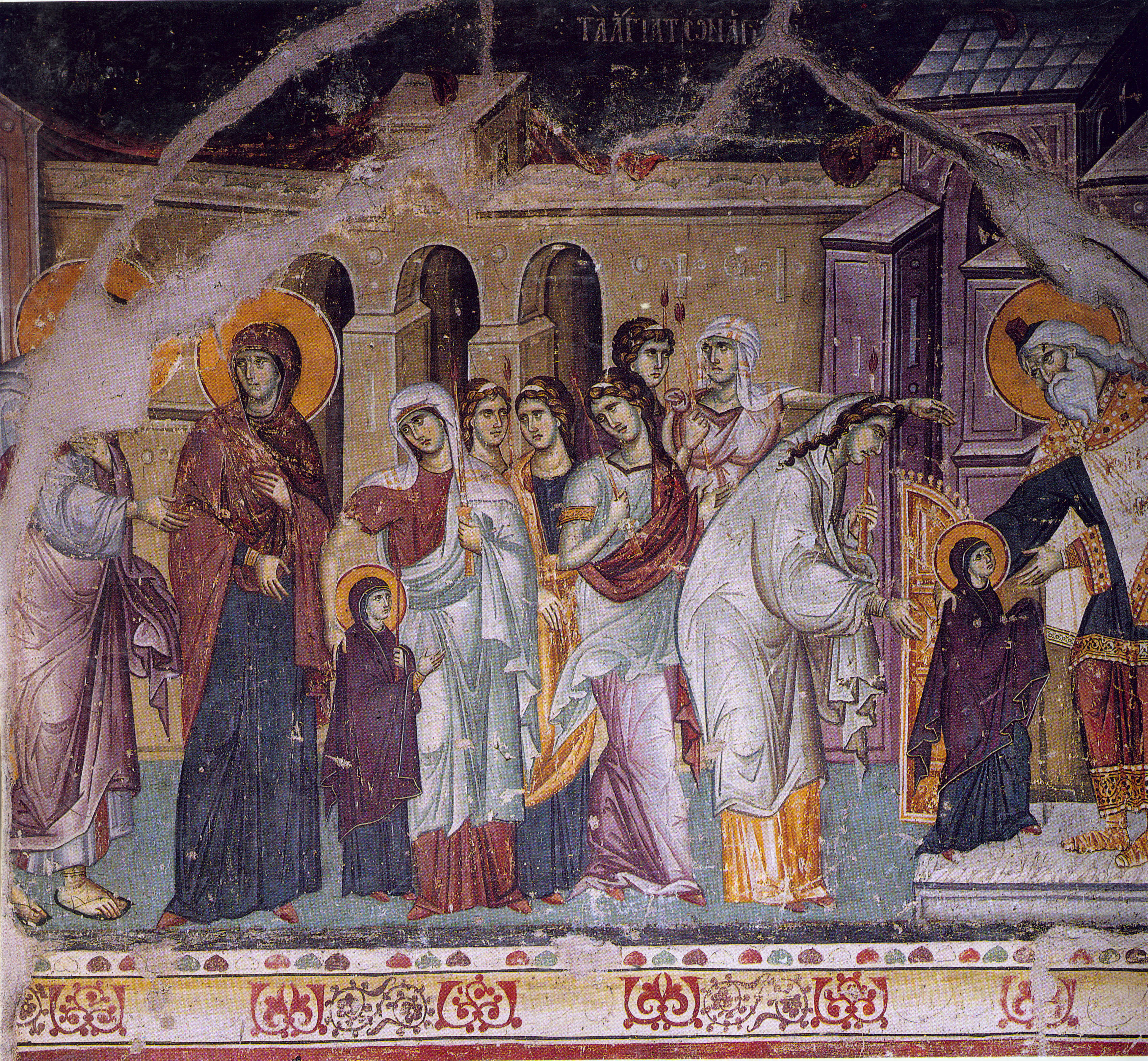
Manuel Panselinos, ca. 1290-1310.

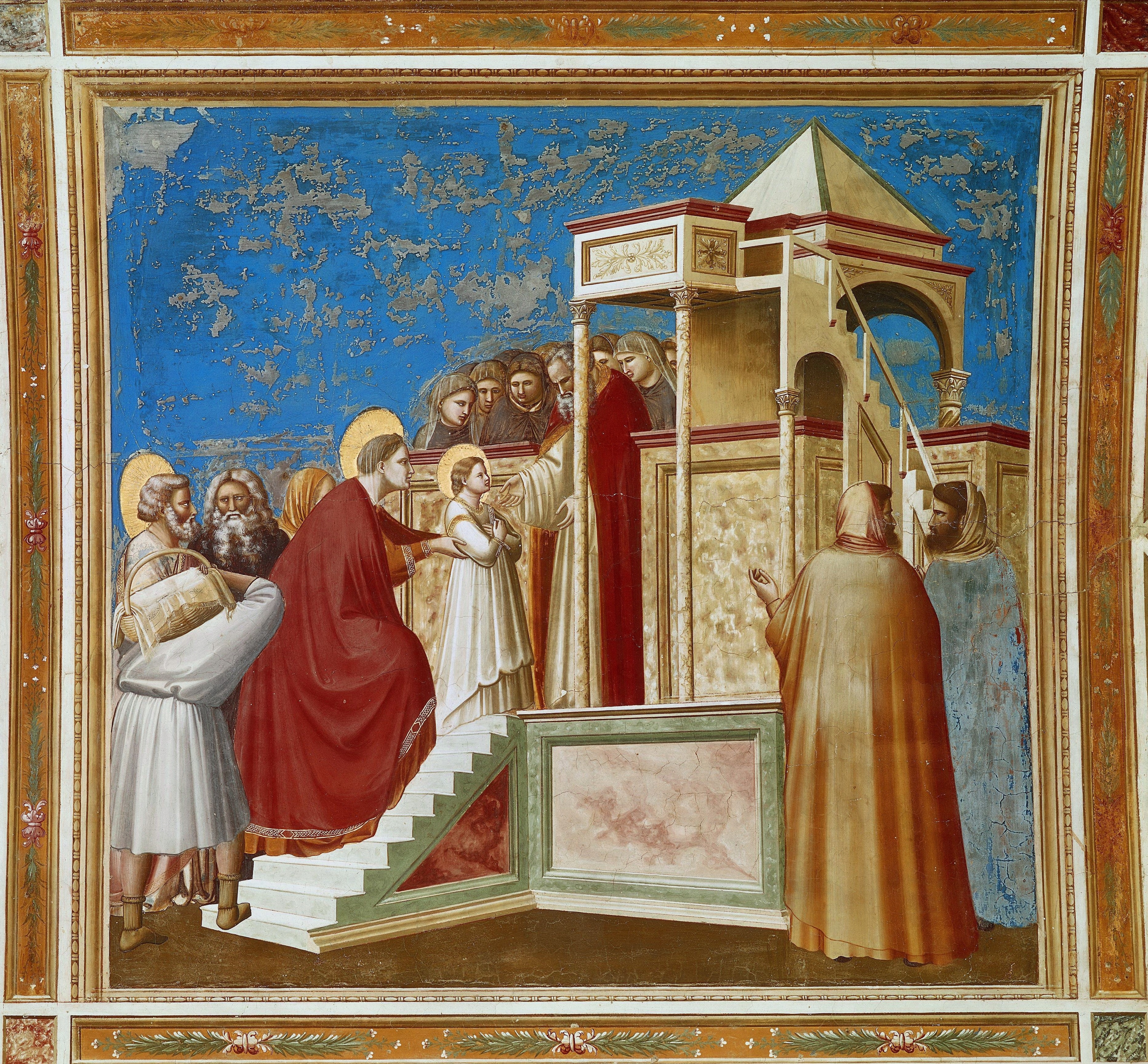
Presentación de la Virgen en el Templo (Giotto), c. 1303-1306.

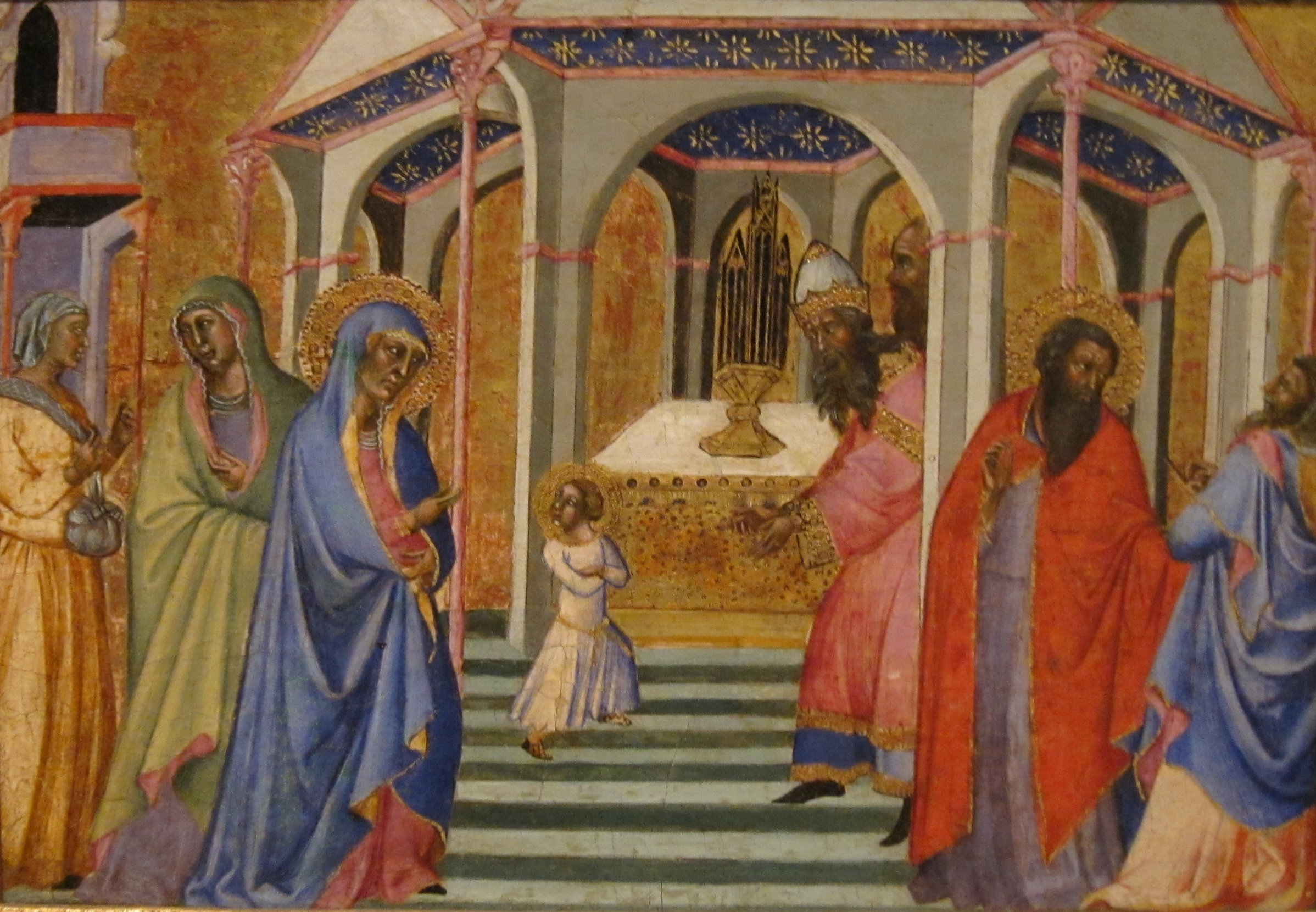
Bartolo di Fredi, ca. 1360

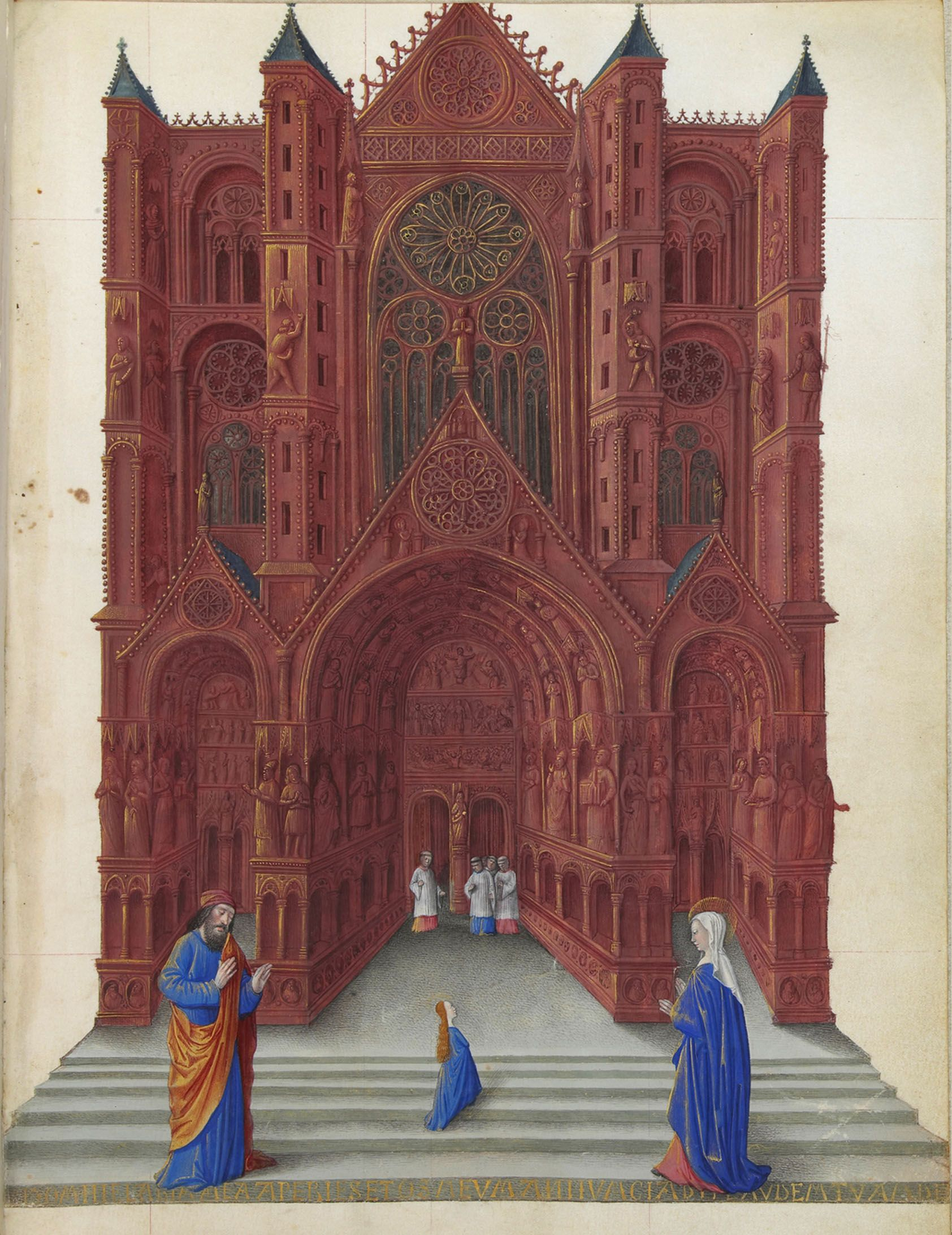
Las muy ricas horas del duque de Berry, 1458.

Presentación de María o de la Virgen, o Consagración de la Virgen María, son denominaciones de una festividad litúrgica cristiana (21 de noviembre, particularmente importante en Oriente, al ser una de las "doce fiestas" que marcan el año litúrgico), basada en un episodio de los evangelios apócrifos y la Vida de María de Epifanio el Monje; y un tema artístico relativamente frecuente en el arte cristiano.
El origen de la piadosa tradición surge del llamado Protoevangelio de Santiago, según el cual la Virgen María fue llevada a la edad de tres años por sus padres, San Joaquín y Santa Ana, al Templo de Jerusalén, junto a otras doncellas. Se describe la entrada de las niñas en el templo, portando lámparas, y la particular recepción de María por el sumo sacerdote (denominado Yodae o Baraquías en la Vida de la Virgen de Epifanio el Monje), que profetiza su misión en la redención y la sitúa en un lugar de privilegio ("la tercera grada del altar"), donde la niña baila. La estancia de María en el templo, que se describe como un hecho milagroso (su alimentación "como una paloma" por un ángel -prefiguración de la escena de la Anunciación-), se inicia en un momento distinto en la narración de Epifanio ("regresaron a Nazaret y, cuando la niña tuvo siete años, de nuevo sus padres la condujeron a Jerusalén y la ofrecieron al Señor, consagrada para todos los días de su vida"), pero en cualquier caso se prolonga hasta los doce años; momento en el que, para evitar la contaminación que supondría la presencia de una mujer, el sumo sacerdote, a quien en esta ocasión se nombra como Zacarías (identificado como hijo de Baraquías en el texto de Epifanio), convoca un concurso para decidir con quién se casará, lo que ya constituye otro episodio evangélico (los Desposorios de la Virgen).

VII 1. Y los meses se sucedían para la niña. Y, cuando llegó a la edad de dos años, Joaquín dijo: Llevémosla al templo del Señor, para cumplir la promesa que le hemos hecho, no sea que nos la reclame, y rechace nuestra ofrenda. Y Ana respondió: Esperemos al tercer año, a fin de que la niña no nos eche de menos. Y Joaquín repuso: Esperemos.

2. Y, cuando la niña llegó a la edad de tres años, Joaquín dijo: Llamad a las hijas de los hebreos que estén sin mancilla, y que tome cada cual una lámpara, y que estas lámparas se enciendan, para que la niña no vuelva atrás, y para que su corazón no se fije en nada que esté fuera del templo del Señor. Y ellas hicieron lo que se les mandaba, hasta el momento en que subieron al templo del Señor. Y el Gran Sacerdote recibió a la niña, y, abrazándola, la bendijo, y exclamó: El Señor ha glorificado tu nombre en todas las generaciones. Y en ti, hasta el último día, el Señor hará ver la redención por Él concedida a los hijos de Israel.
3. E hizo sentarse a la niña en la tercera grada del altar, y el Señor envió su gracia sobre ella, y ella danzó sobre sus pies y toda la casa de Israel la amó.
VIII 1. Y sus padres salieron del templo llenos de admiración, y glorificando al Omnipotente, porque la niña no se había vuelto atrás. Y María permaneció en el templo del Señor, nutriéndose como una paloma, y recibía su alimento de manos de un ángel.
2. Y, cuando llegó a la edad de doce años, los sacerdotes se congregaron, y dijeron: He aquí que María ha llegado a la edad de doce años en el templo del Señor. ¿Qué medida tomaremos con ella, para que no mancille el santuario? Y dijeron al Gran Sacerdote: Tú, que estás encargado del altar, entra y ruega por María, y hagamos lo que te revele el Señor.
3. Y el Gran Sacerdote, poniéndose su traje de doce campanillas, entró en el Santo de los Santos, y rogó por María. Y he aquí que un ángel del Señor se le apareció, diciéndole: Zacarías, Zacarías, sal y reúne a todos los viudos del pueblo, y que éstos vengan cada cual con una vara, y aquel a quien el Señor envíe un prodigio, de aquel será María la esposa. Y los heraldos salieron, y recorrieron todo el país de Judea, y la trompeta del Señor resonó, y todos los viudos acudieron a su llamada.

|  |  |

El origen de la festividad fue la dedicación de la iglesia de Santa María la Nueva de Jerusalén, en el año 543; conmemorada en Oriente desde el siglo VI, de lo que hay referencias en una Constitución de un emperador Comneno. Un gentilhombre francés, canciller en la corte del rey de Chipre, habiendo sido enviado a Aviñón en 1372, en calidad de embajador ante el papa Gregorio XI, describió la magnificencia con que en Grecia celebraban esta fiesta el 21 de noviembre. Se introdujo entonces en la ciudad papal; posteriormente Sixto V la impuso en todo Occidente.

## Congregaciones de la Presentación de María
Numerosas órdenes religiosas, congregaciones o instituciones religiosas semejantes se intitulan con ese nombre:
- Colegio Mayor-Seminario de la Presentación de la Bienaventurada Virgen María en el Templo y Santo Tomás de Villanueva, fundado en Valencia por Santo Tomás de Villanueva en 1550.
- Vírgenes de la Presentación de la Bienaventurada Virgen María, fundadas por Zofia Czeska-Maciejowska en 1627
- Hermanas de la Caridad Dominicana de la Presentación de la Santa Virgen, fundada en 1696 por Marie Poussepin
- Hermanas de la Presentación de la Bienaventurada Virgen María, fundadas en Cork por Nano Nagle en 1775
- Congregación de la Presentación de María (Hermanas de la Presentación de María) fundada por María Rivier el 21 de noviembre de 1796 en Thueyts (Francia).[7]
- Hermanos de la Presentación, fundados en 1802 por Edmund Ignace Rice
- Hijas de María de la Presentación, fundadas en Broons en 1826
- Hermanas de la Presentación de María Santísima, fundadas en 1829 en Sestri Levante
- Hijas de la Presentación de María Santísima en el Templo, fundadas en 1833
- Congregación de la Presentación de la Virgen María, fundada en Granada en 1880
- La Compañía de María, fundada en 1607, por Santa Juana de Lestonnac, está consagrada por la misma santa fundadora, a la "Niña María". Esta advocación mariana, recuerda este episodio de su vida. Por tanto, los colegios Compañía de María celebran su fiesta patronal el 21 de noviembre.
- Las Madres Concepcionistas Misioneras de la Enseñanza, fundadas en 1892, por Santa Carmen Sallés, celebran el 21 de noviembre una fiesta dedicada a la Niña María.

## Iconografía
La Presentación de la Virgen María es un tema muy presente en la pintura bizantina y en la pintura gótica italiana. La convención del tema permite a los pintores desarrollar una particular variante del paisaje: la representación del entorno arquitectónico (particularmente el que se desarrolla a partir de las "gradas" o escaleras sugeridas por el pasaje protoevangélico) y, con ello, las distintas formas del tratamiento de la perspectiva, que se modificaron intensamente en los últimos siglos de la pintura medieval hasta la imposición del modelo brunelleschiano en el Renacimiento.

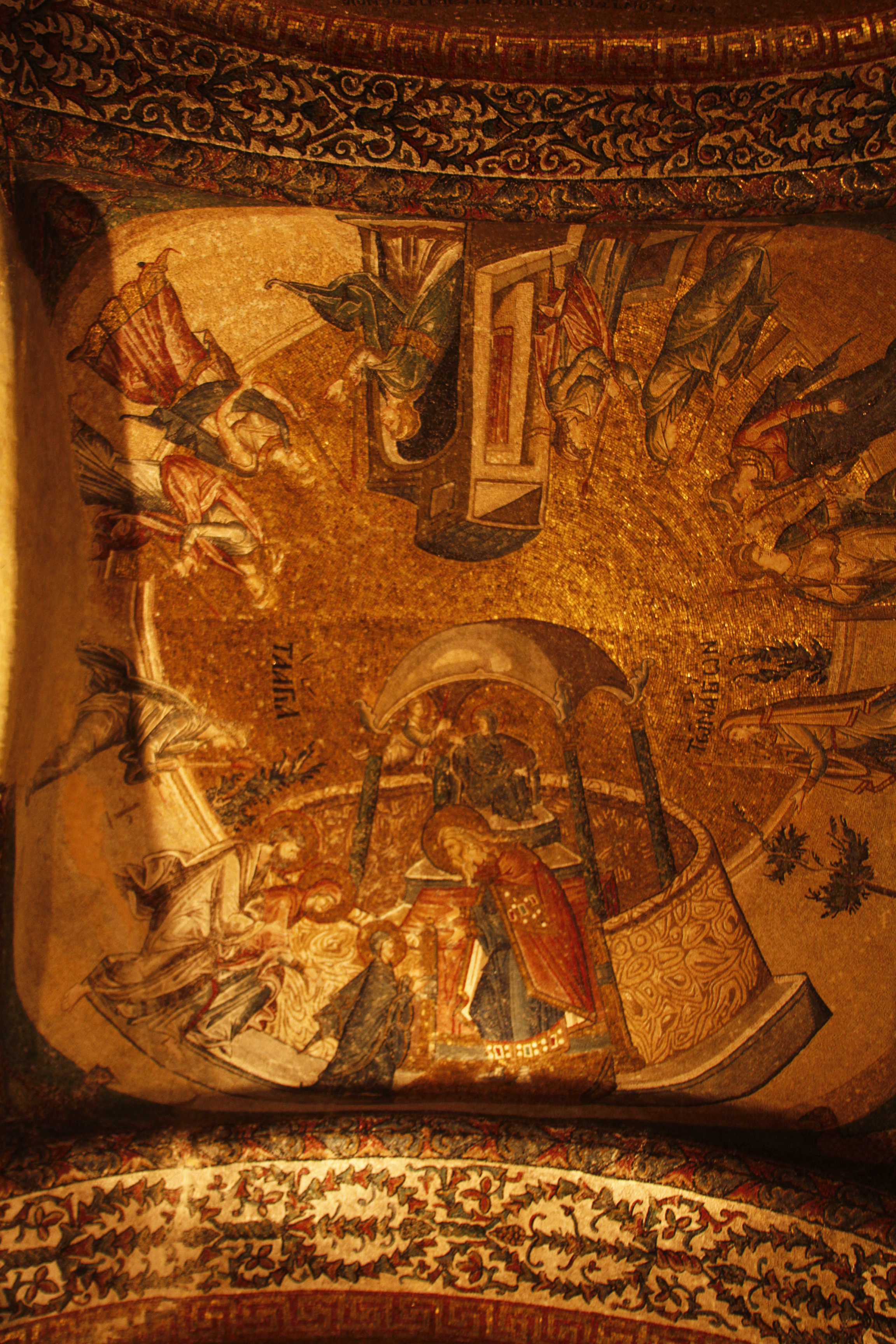
Mosaicos de San Salvador de Cora 1315-1321.
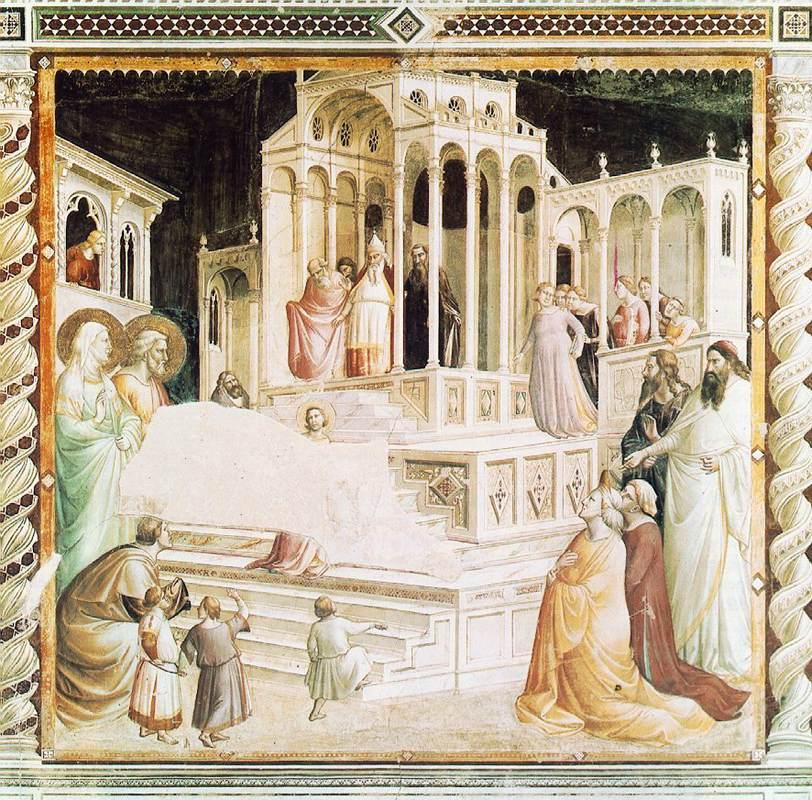
Taddeo Gaddi, ca. 1327-1330.
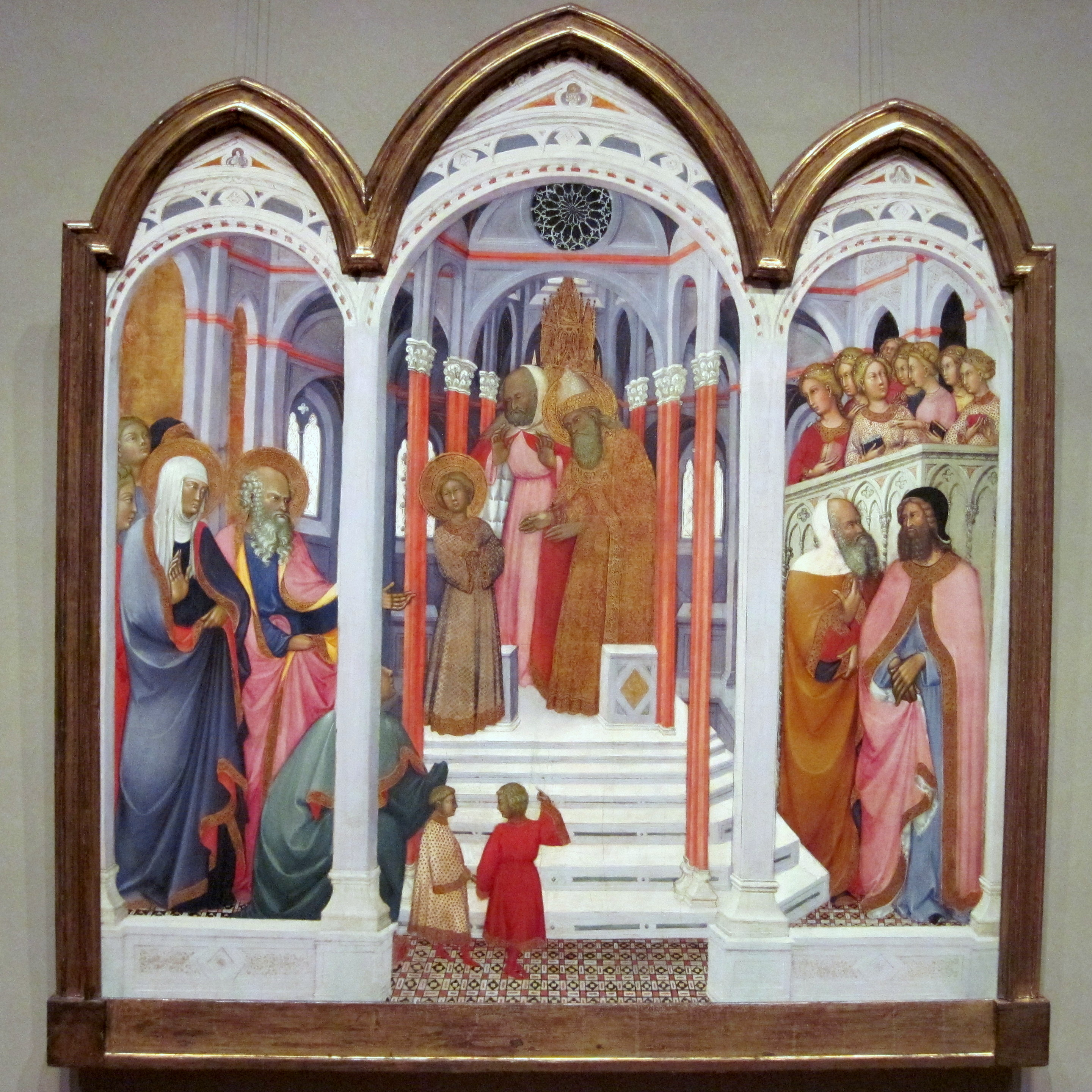
Paolo di Giovanni Fei, ca. 1400.
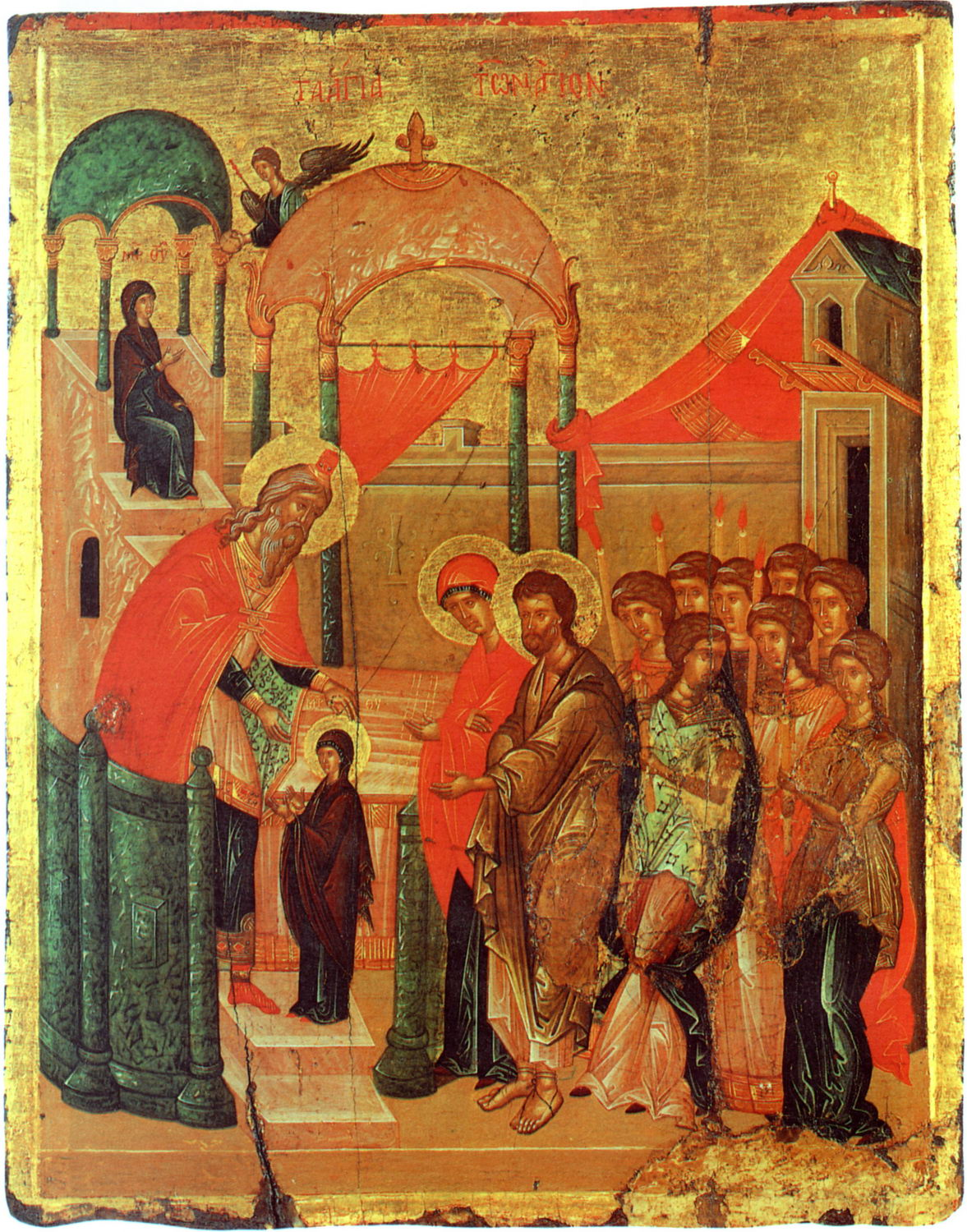
Escuela cretense, siglo XV.
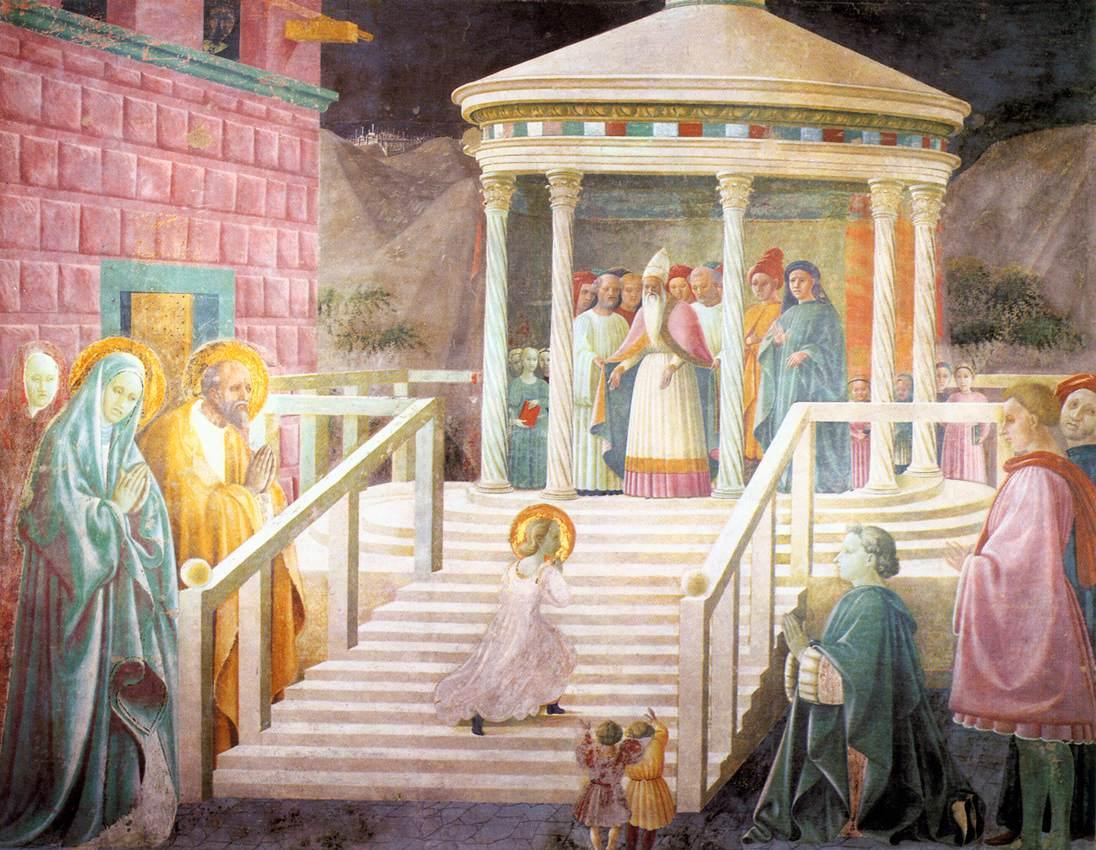
Paolo Ucello, 1435.
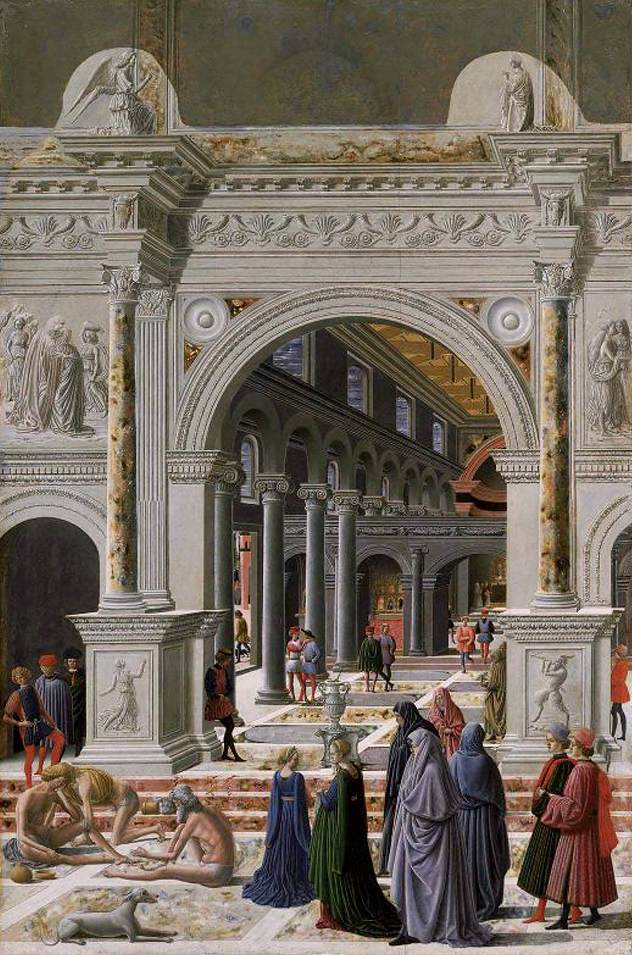
Fra Carnevale, 1467.
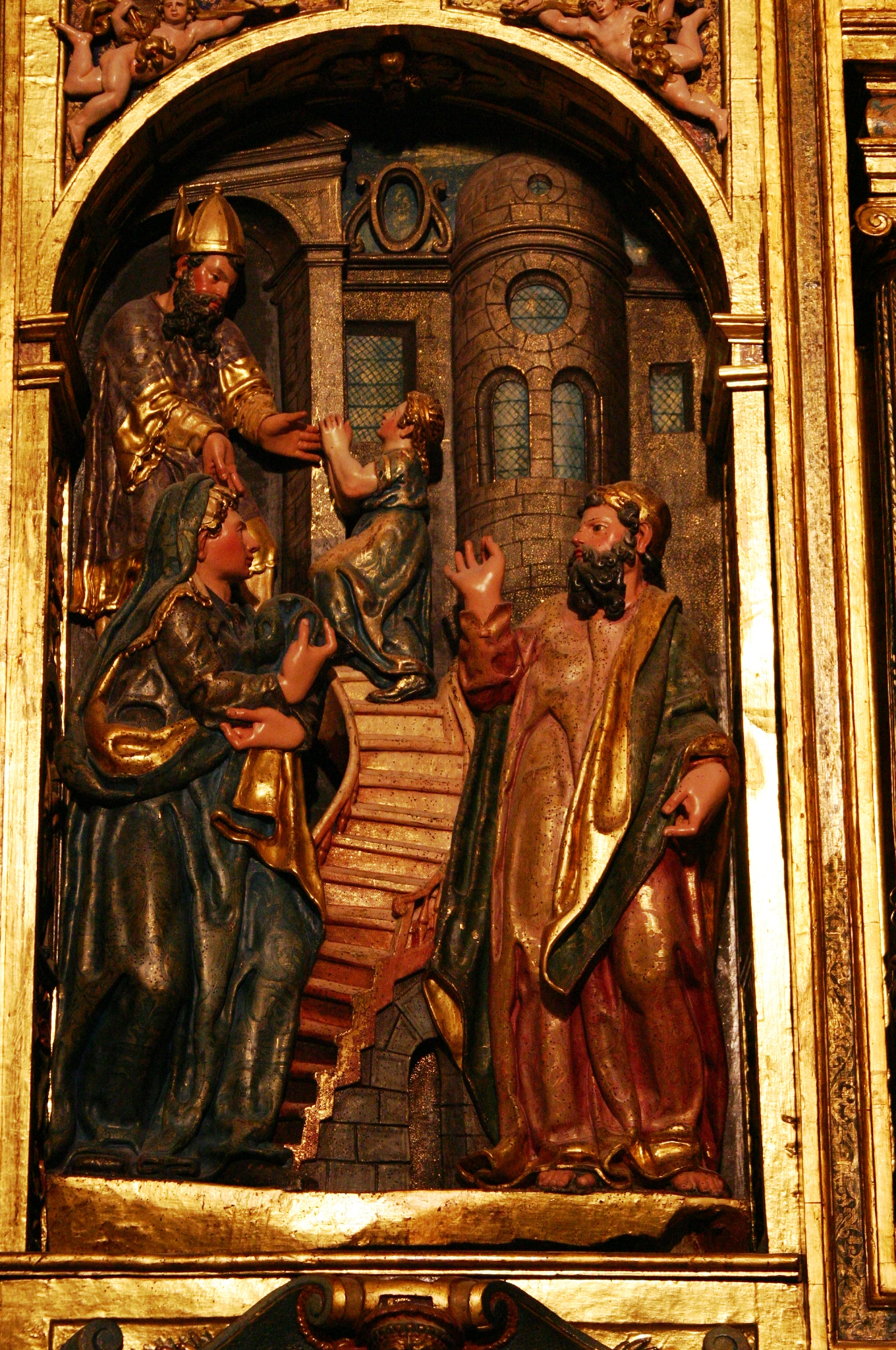
Retablo mayor de la catedral de Burgos.
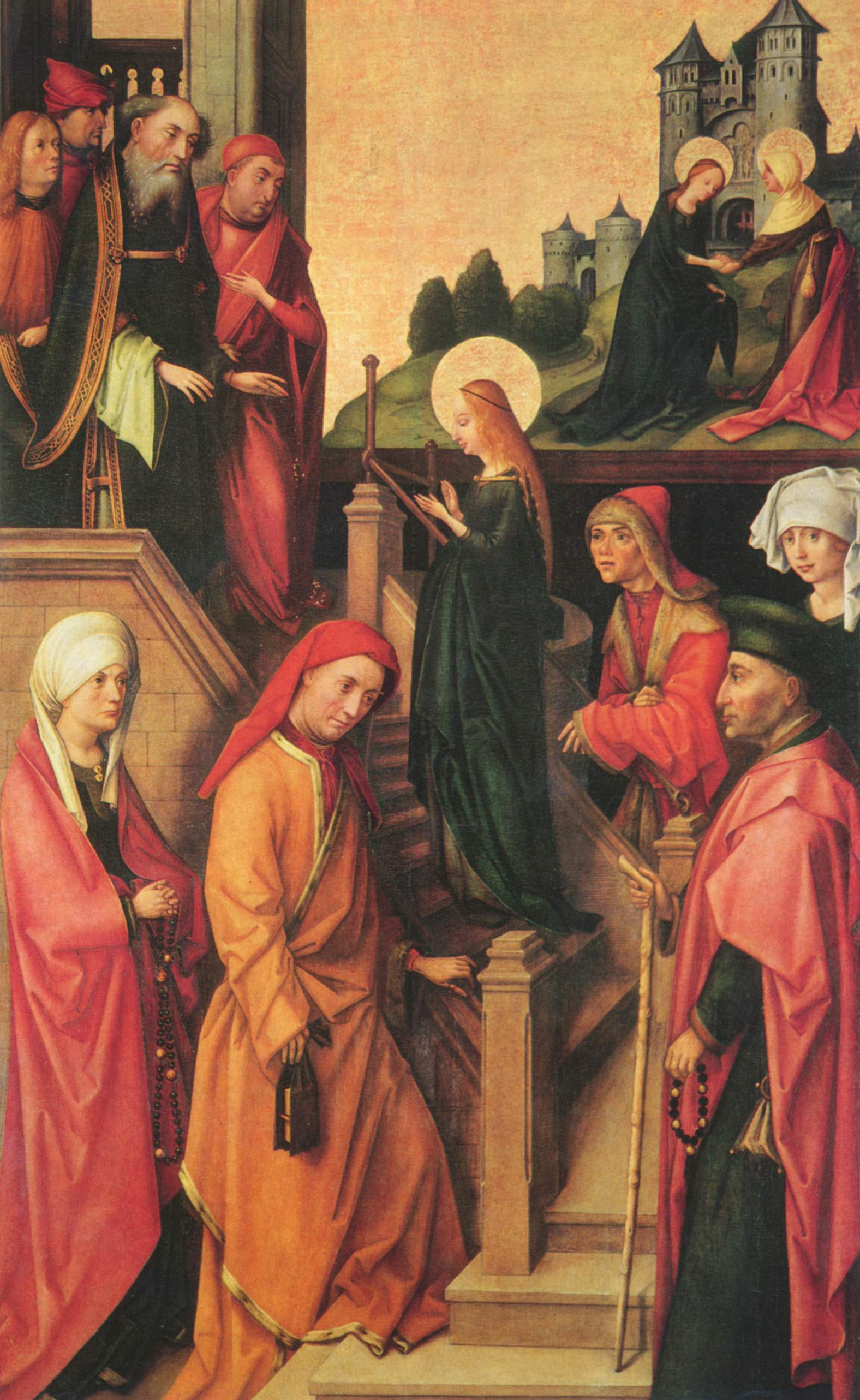
Hans Holbein el Viejo, 1493.
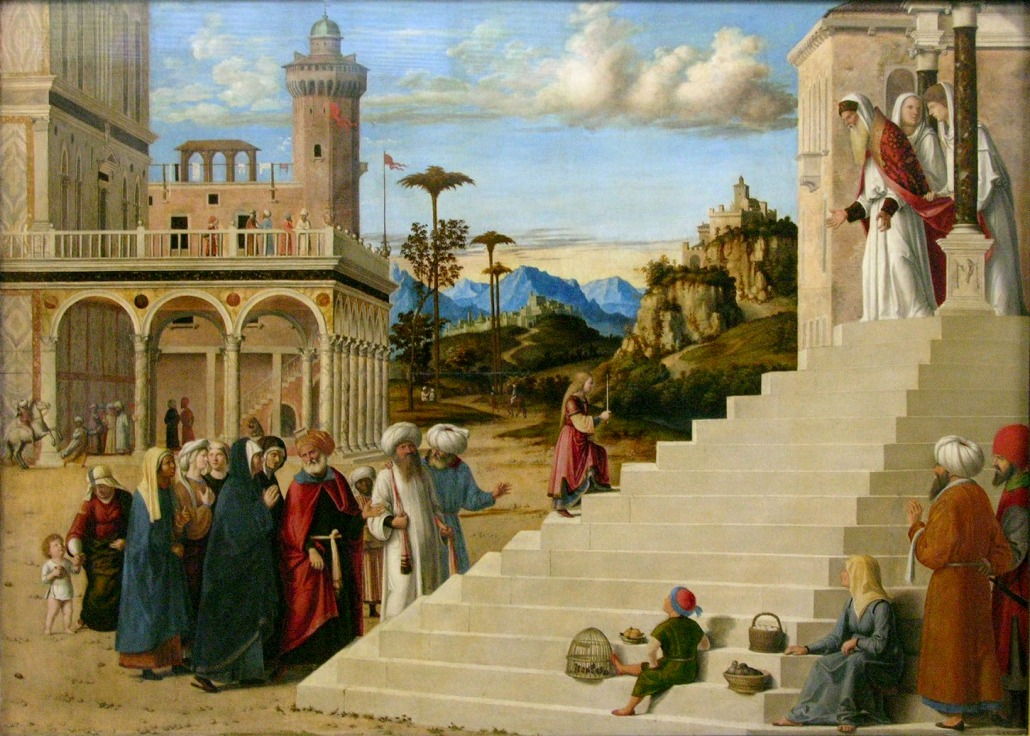
Cima da Conegliano, ca. 1496-1497.
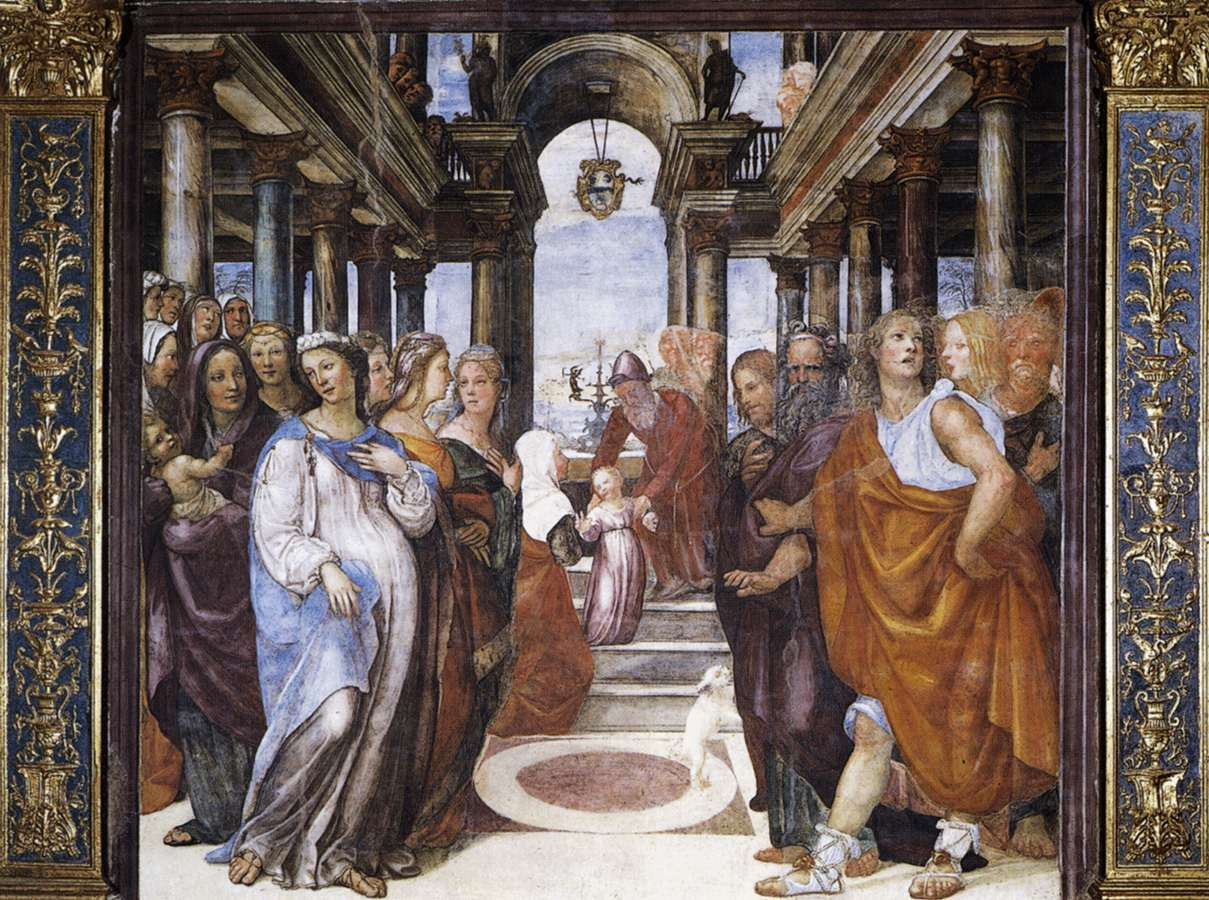
Il Sodoma, 1518.
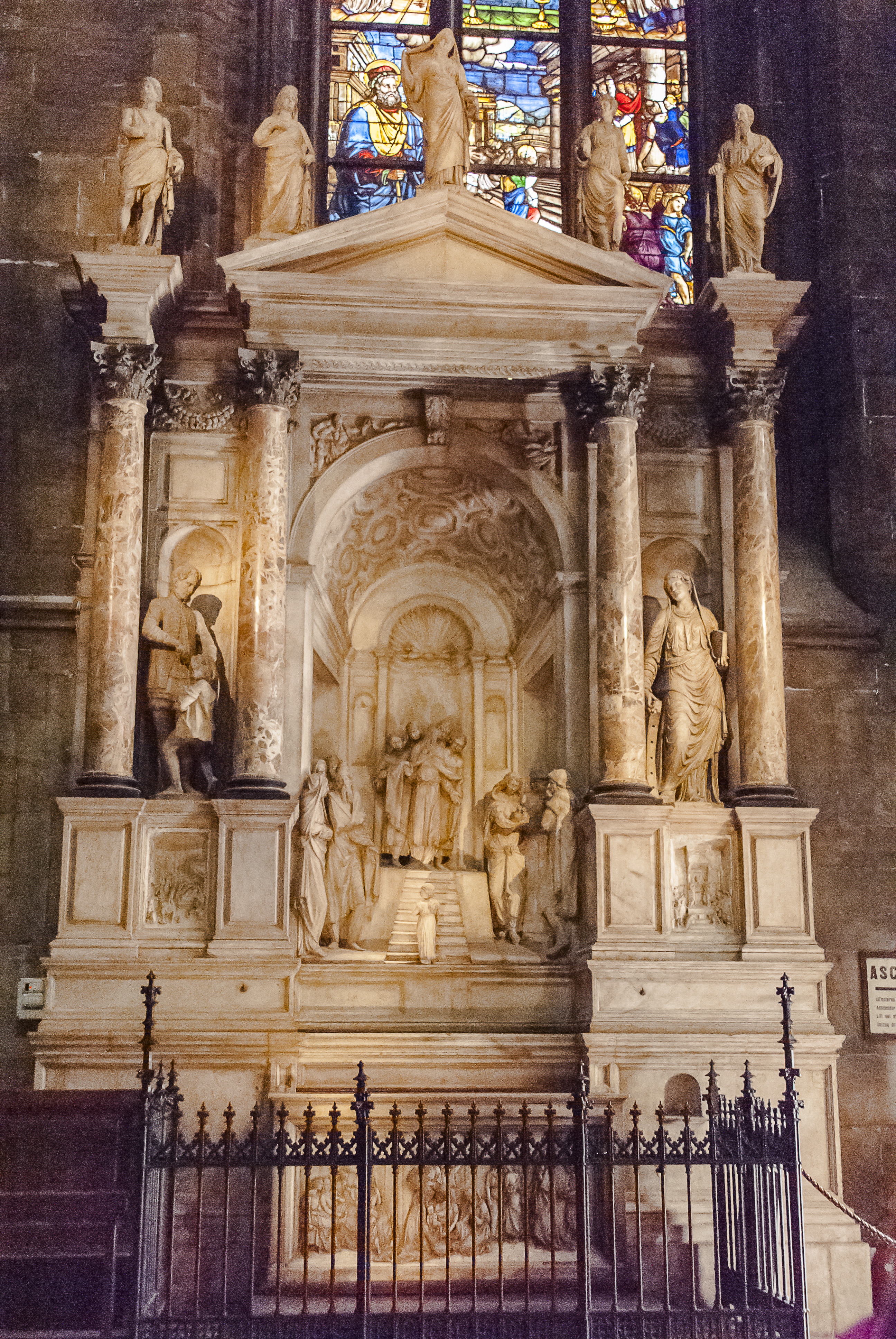
Bambaia, 1543.
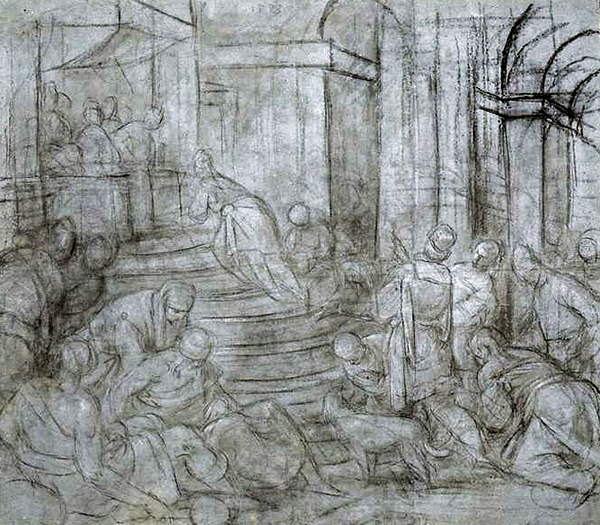
Carboncillo de Bassano, 1573.
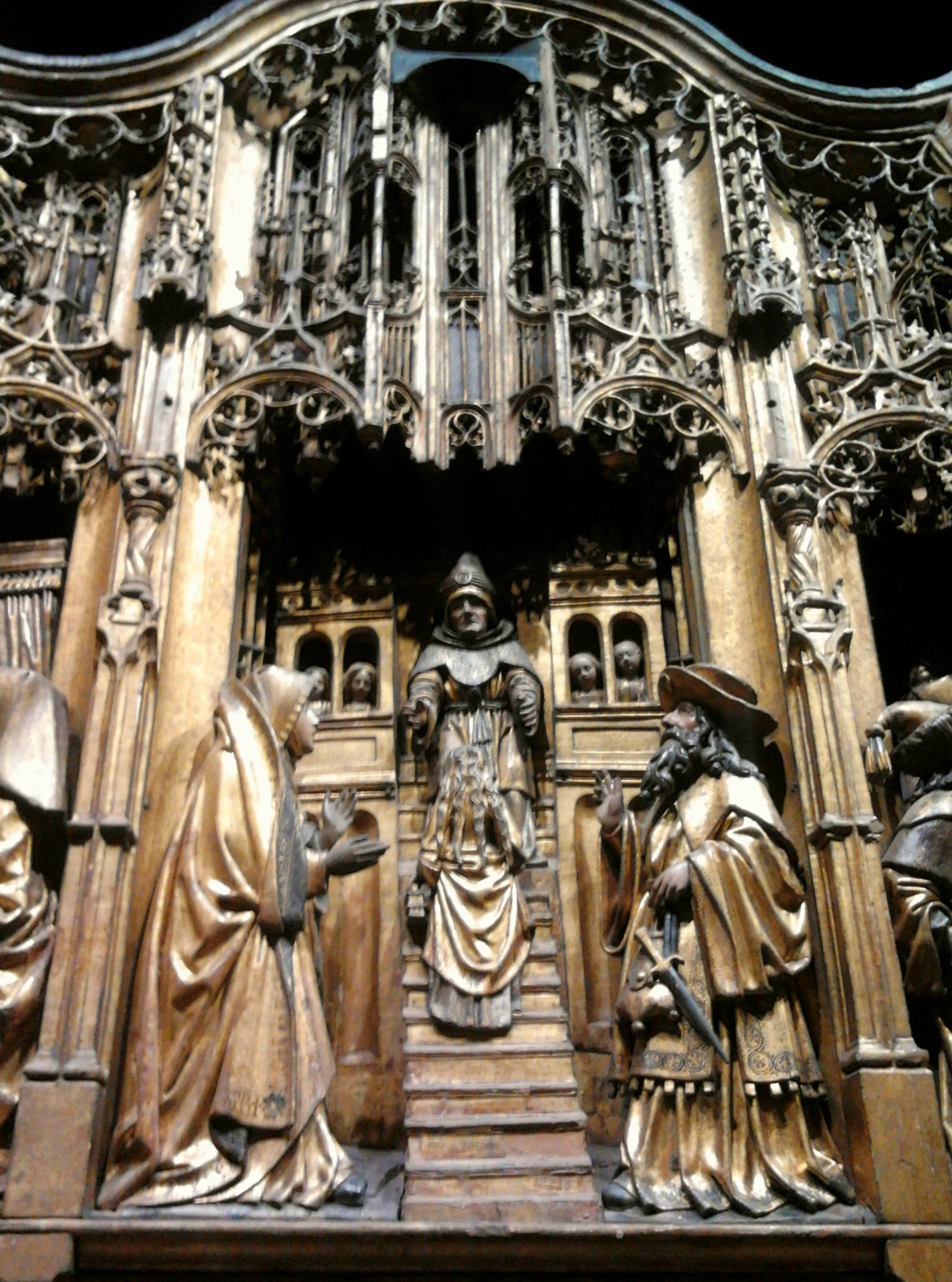
Jan de Molder, antes de 1516, Museo Nacional de Varsovia.
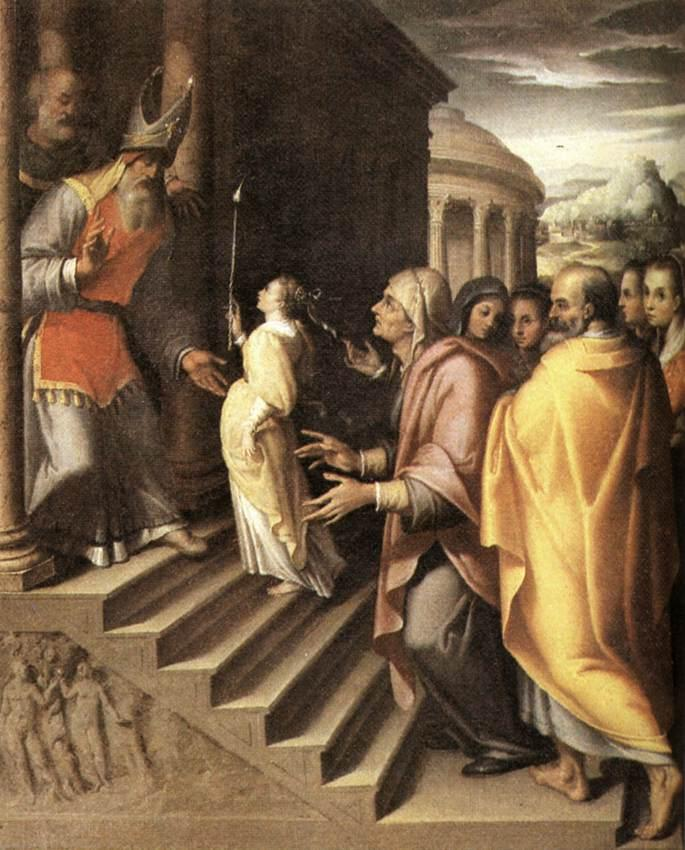
Denys Calvaert, antes de 1619.
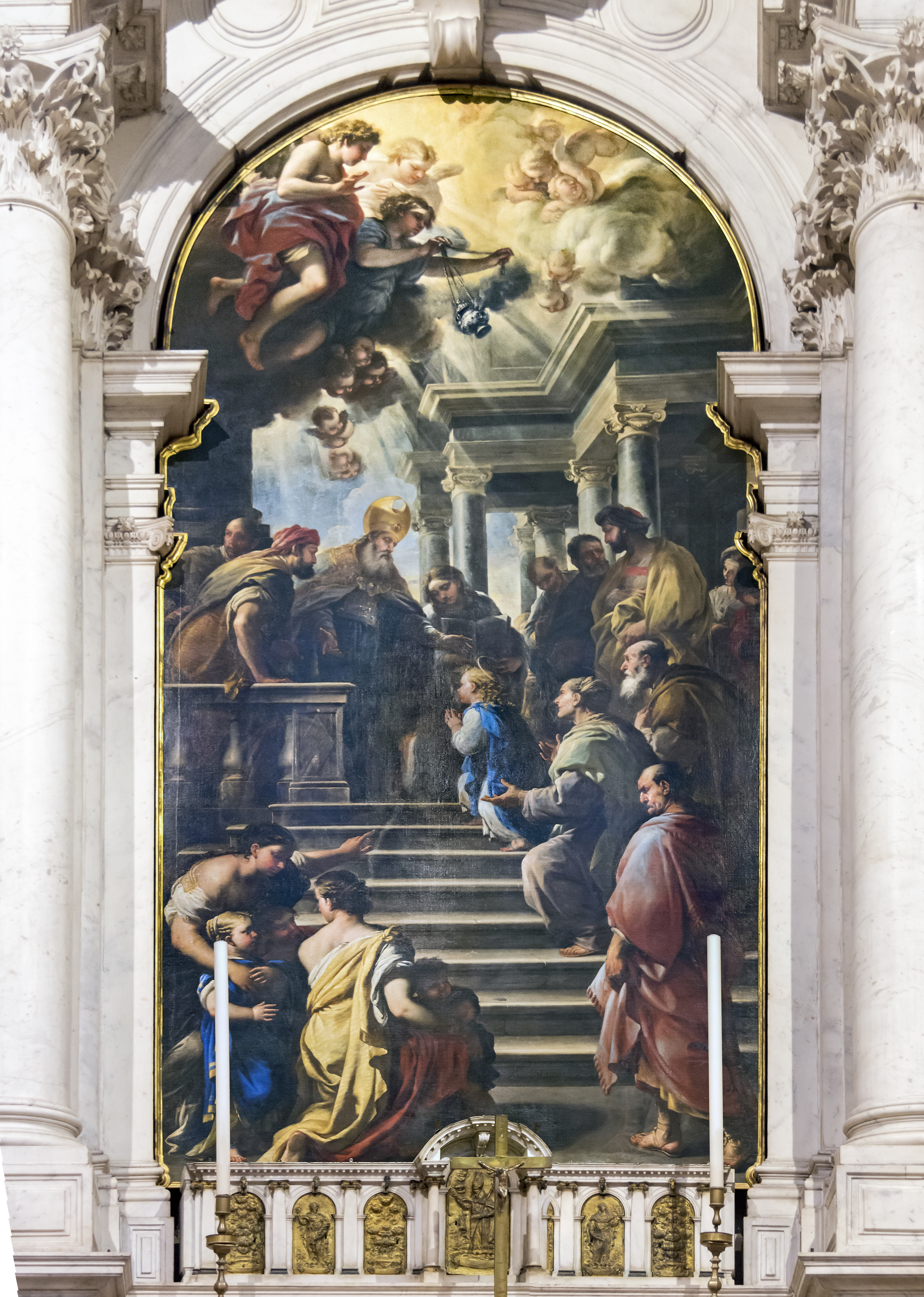
Luca Giordano, ca. 1672-1674.
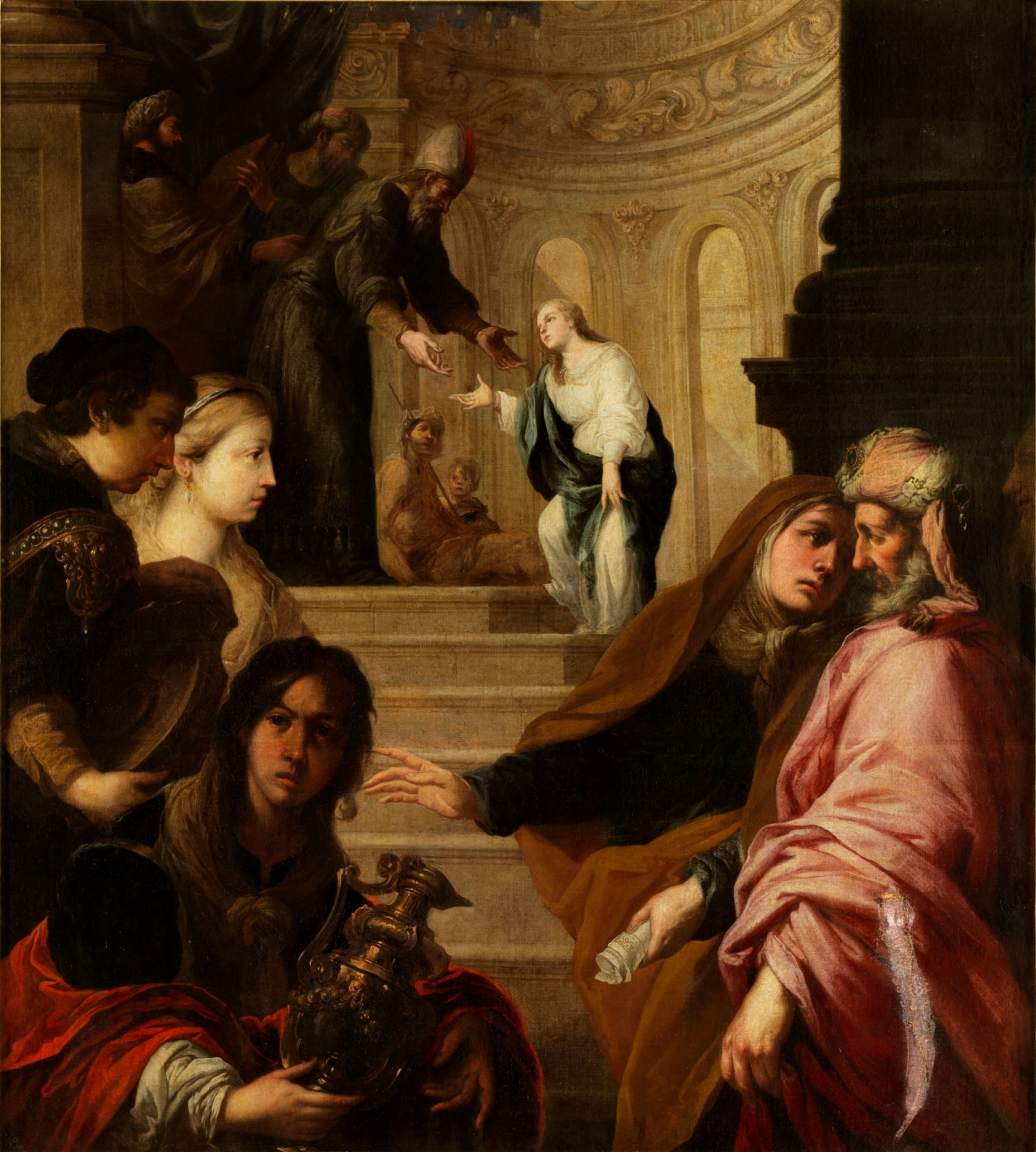
Juan de Sevilla, antes de 1695.
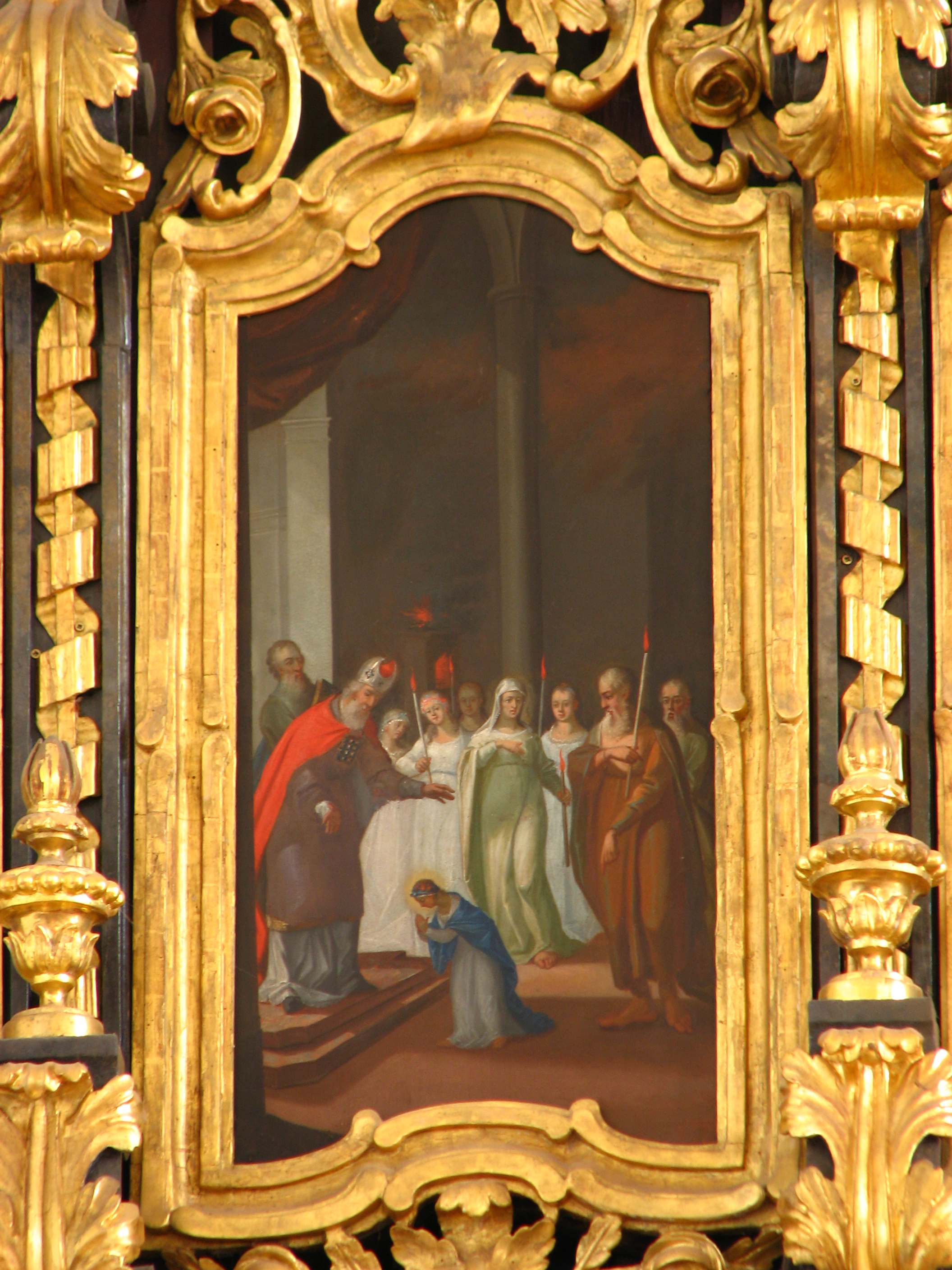
Icono de la catedral de Hajdúdorog (Hungría), siglo XVIII.
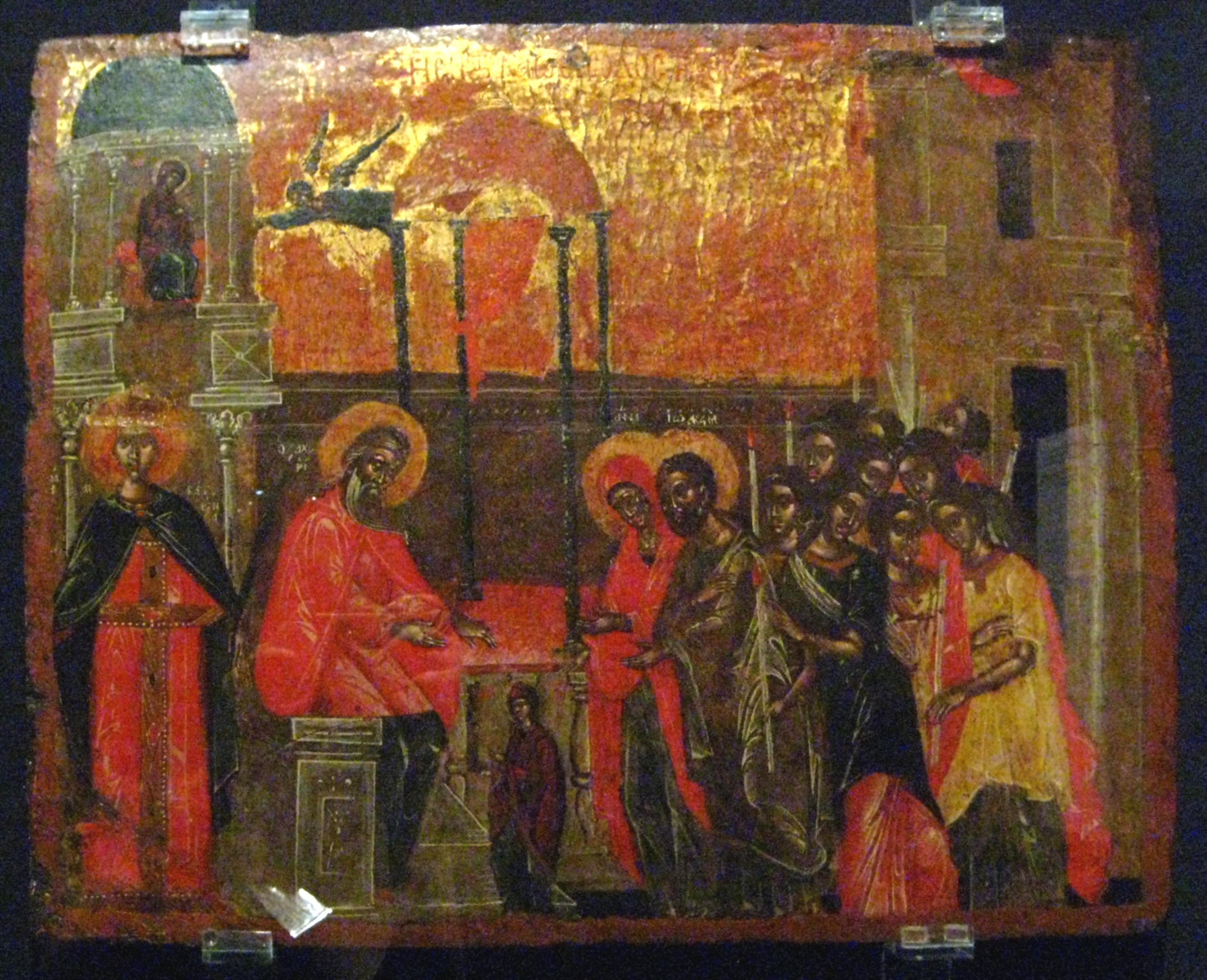
Icono griego, siglo XVIII.

En muchas ocasiones la escena aparece encuadrada junto con otras en el ciclo de la vida de la Virgen.

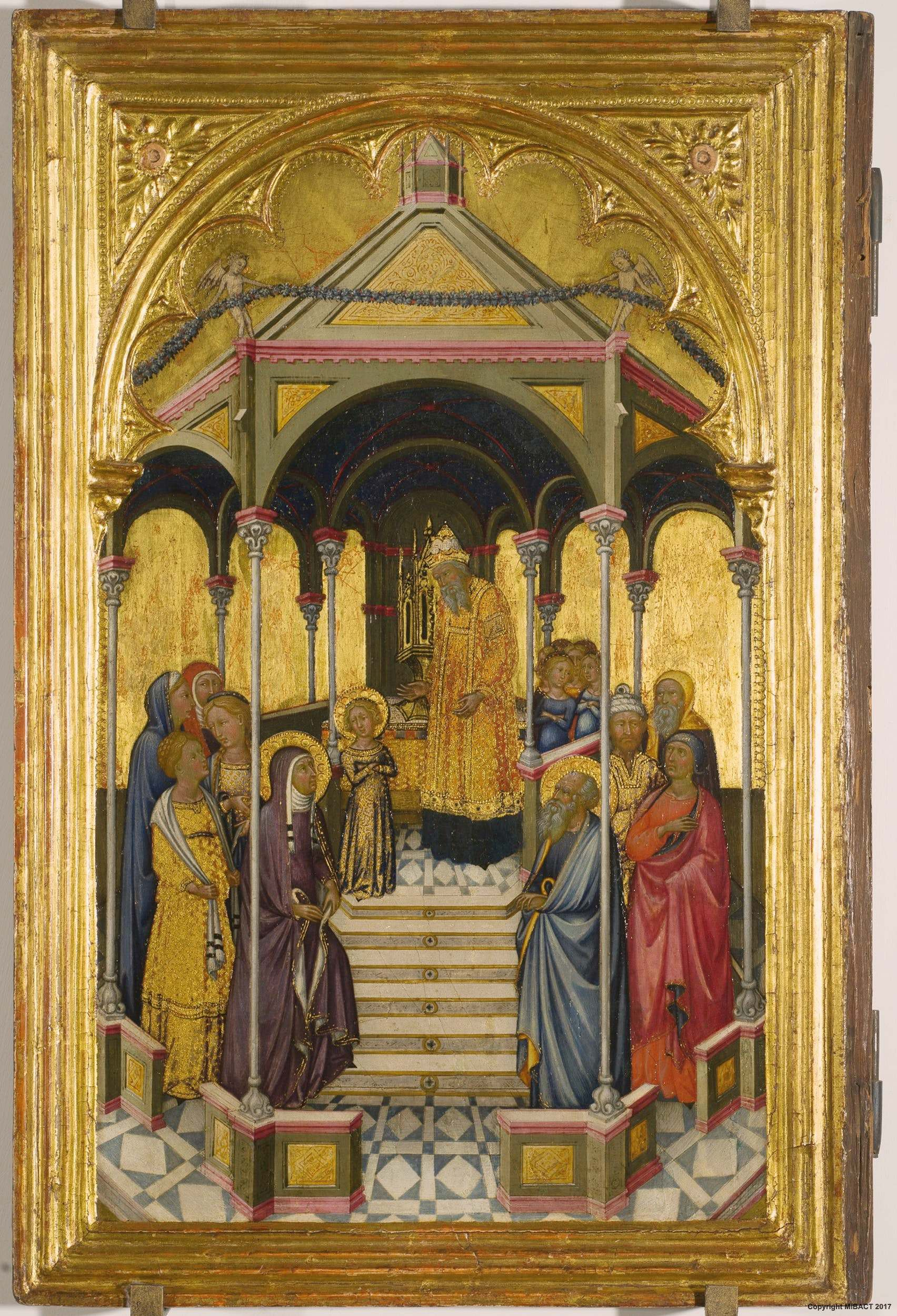
La tabla correspondiente a la Presentación de la Storie della Vergine de Niccolo di Buanaccorso, ca. 1380.
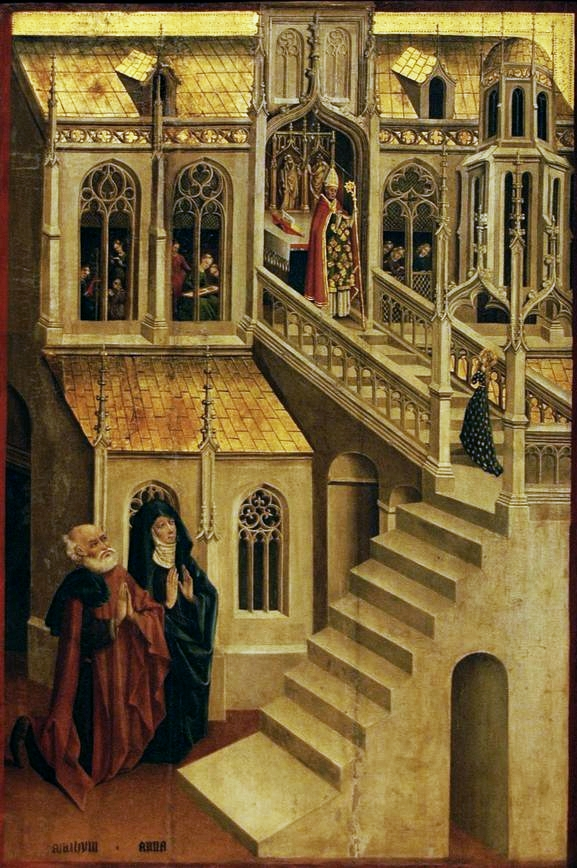
La tabla correspondiente a la Presentación del Retablo de Marienfeld (Marienfelder Altar),[12] de Johann Koerbecke, ca. 1456-1457.
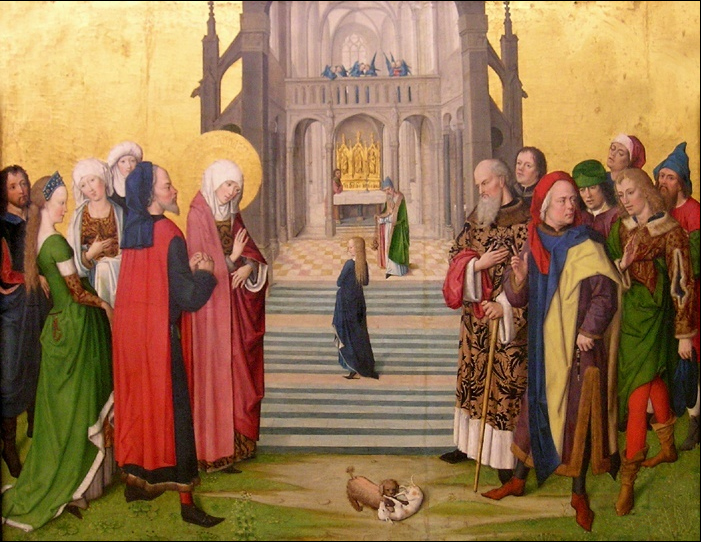
La tabla correspondiente a la Presentación de la Vida de la Virgen que da nombre al Maestro de la Vida de la Virgen (Meister des Marienlebens), ca. 1460-1465.
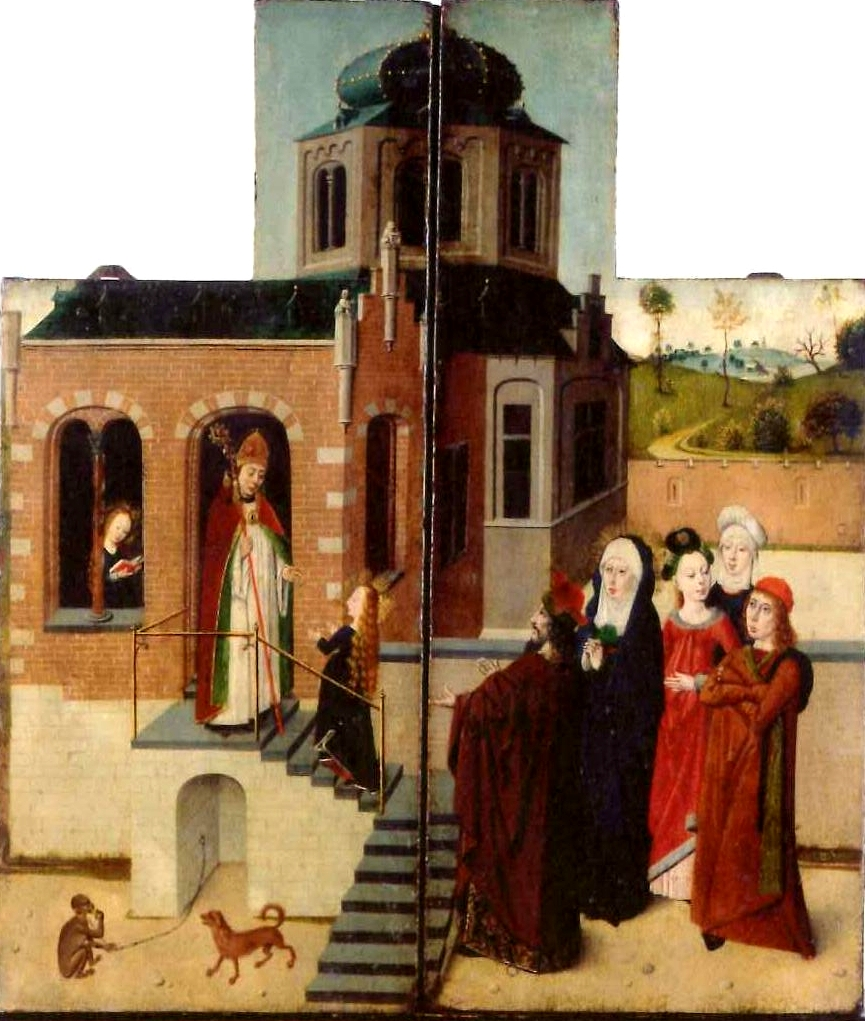
Vista cerrada del Retablo Kempen, del Maestro de la Sibila Tiburtina,[14] 1475-1480.
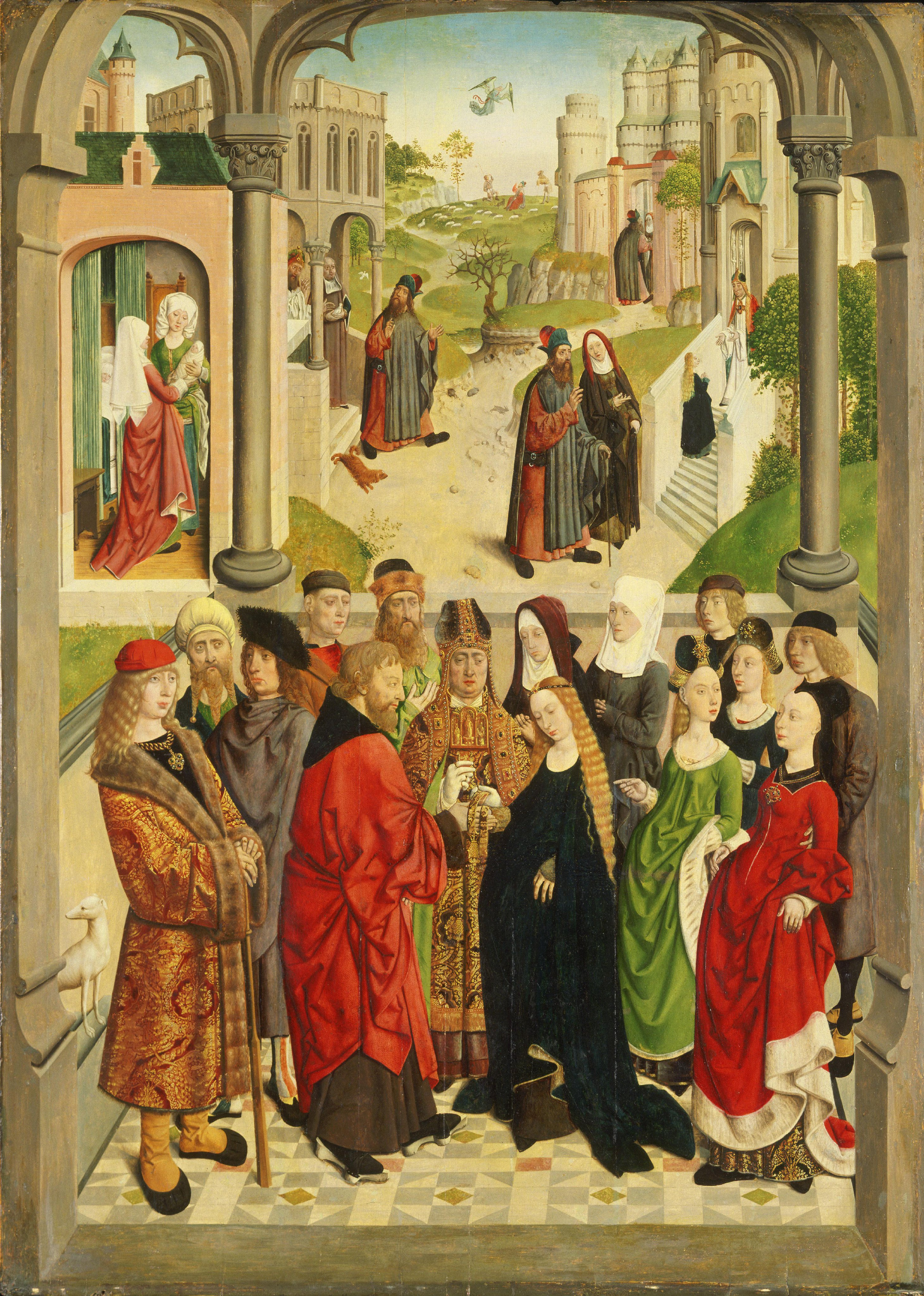
Escenas de la vida de la Virgen (en primer plano, la boda), Maestro de la Sibila Tiburtina, ca. 1475-1495.

## Iglesias y monasterios
Con esta advocación hay numerosas iglesias y monasterios (iglesia de la Presentación de María, monasterio de la Presentación de María), especialmente en el Este de Europa.

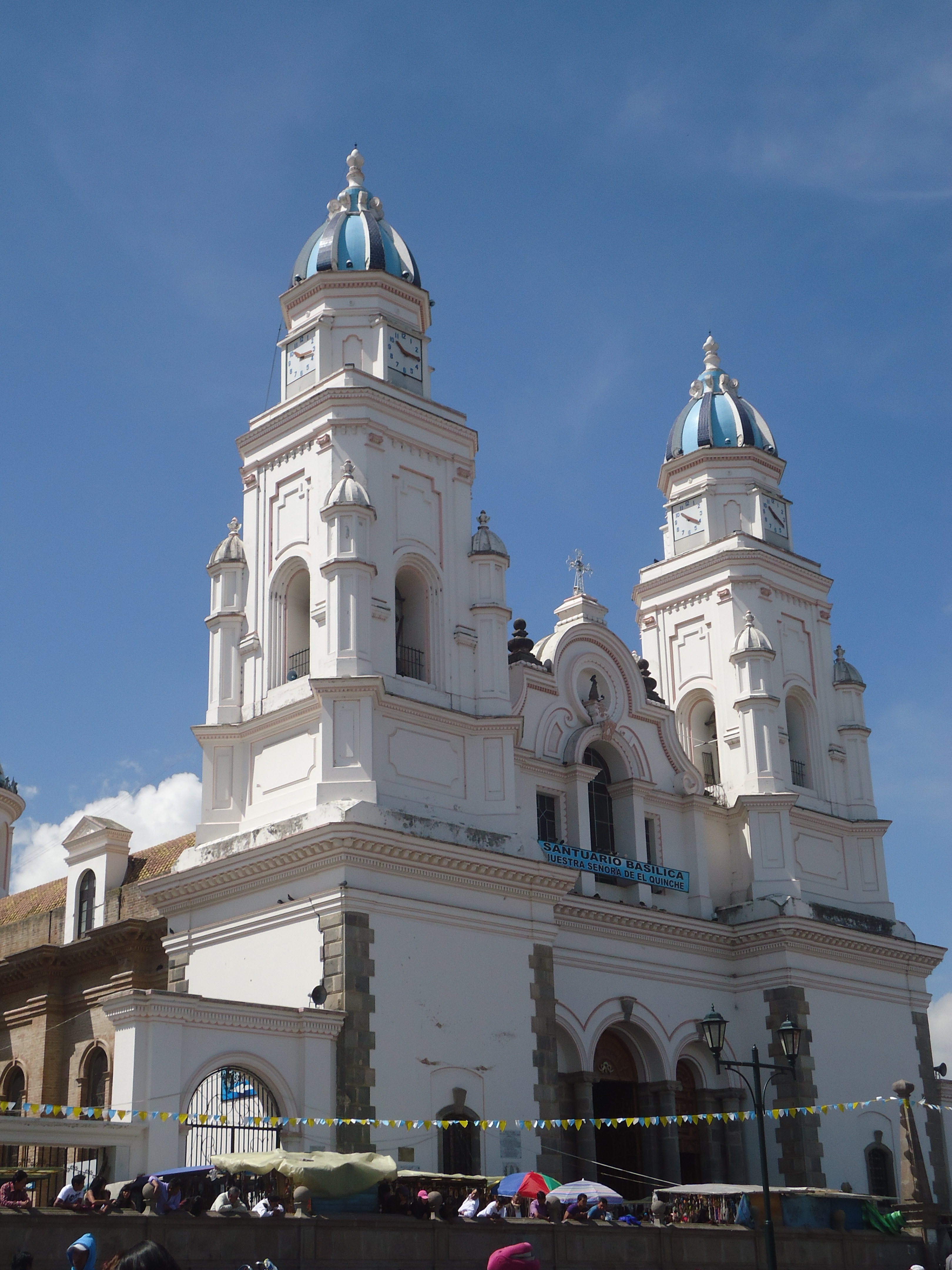
Quito
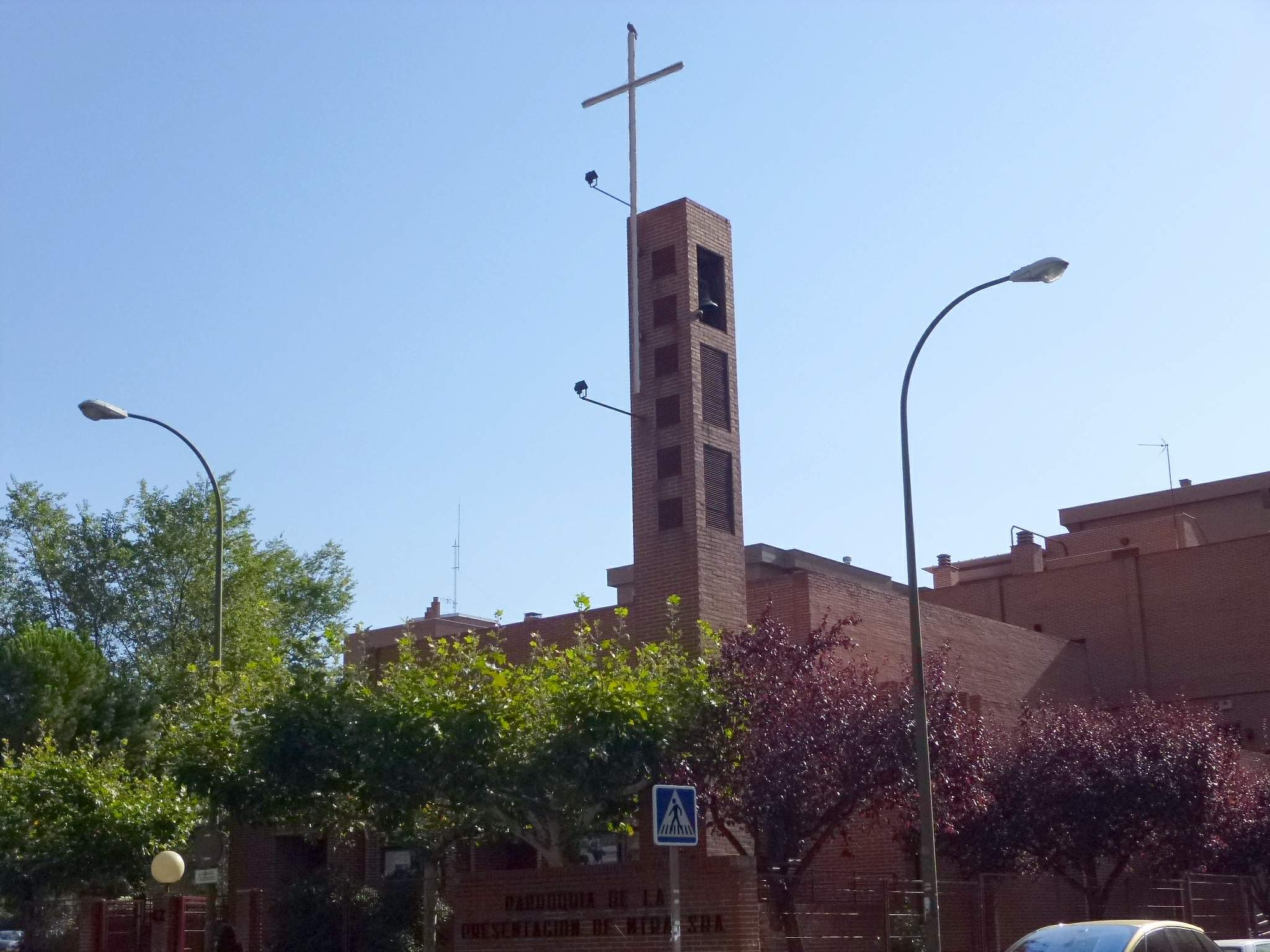
Madrid
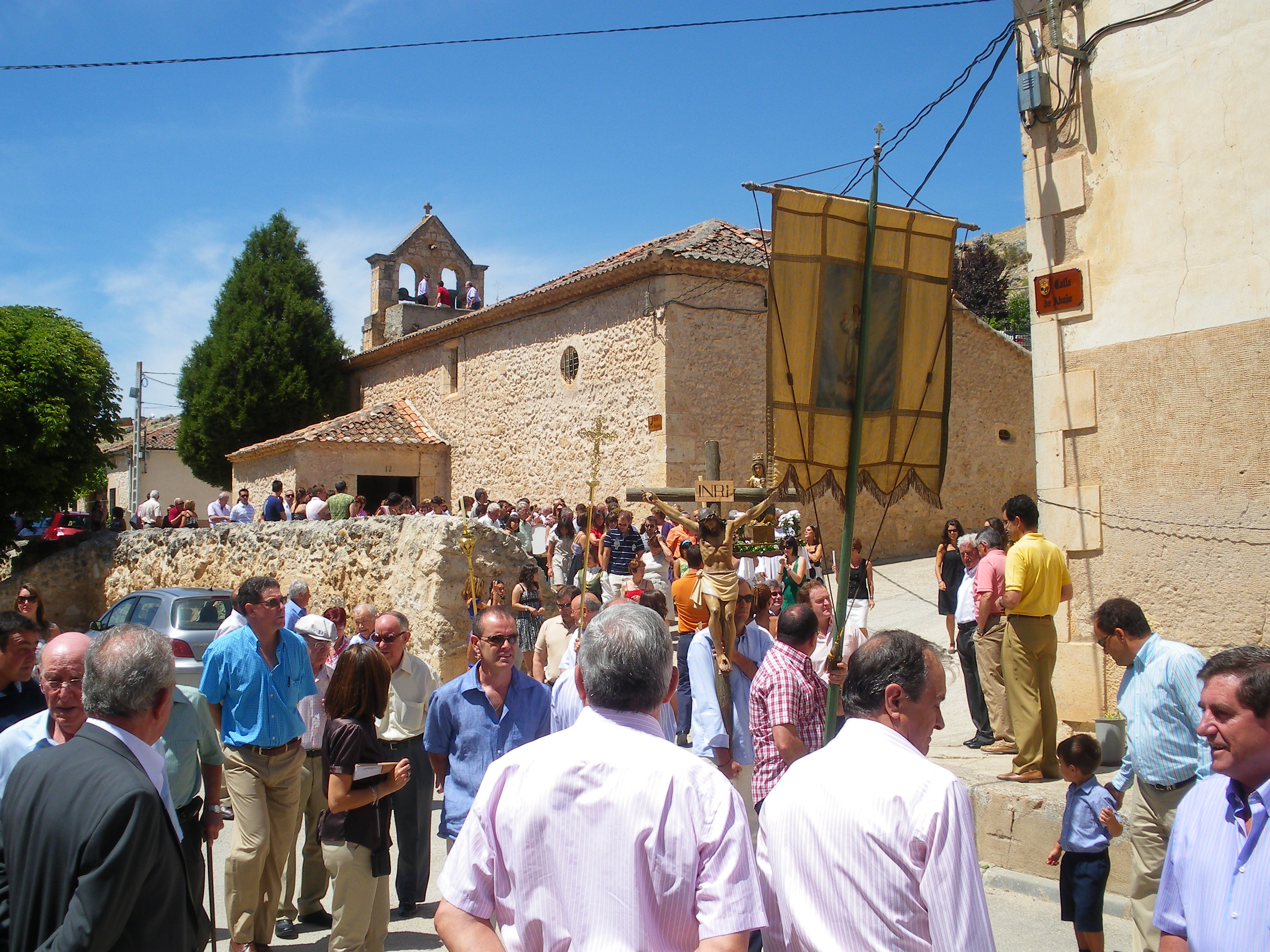
Alconadilla
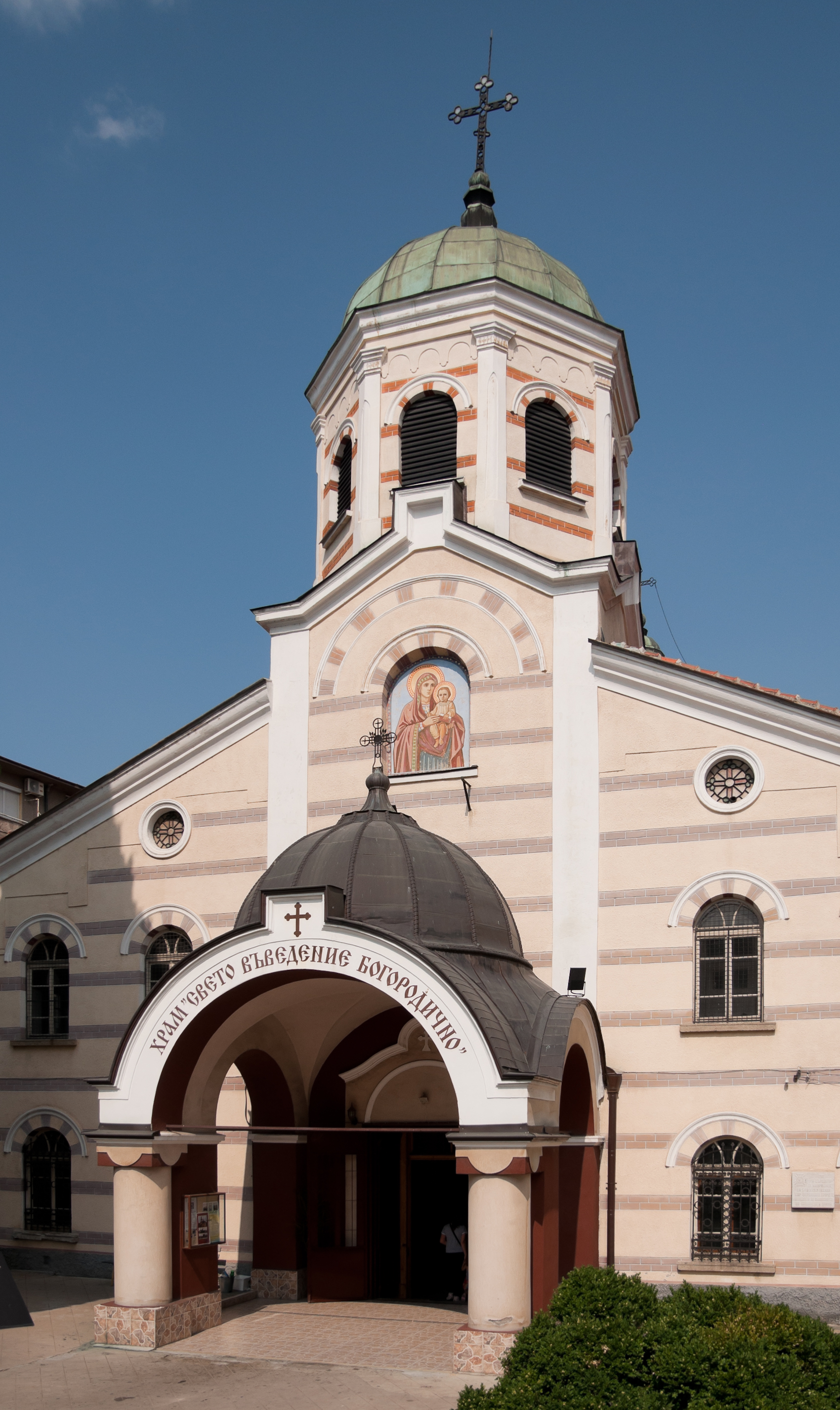
Stara Zagora
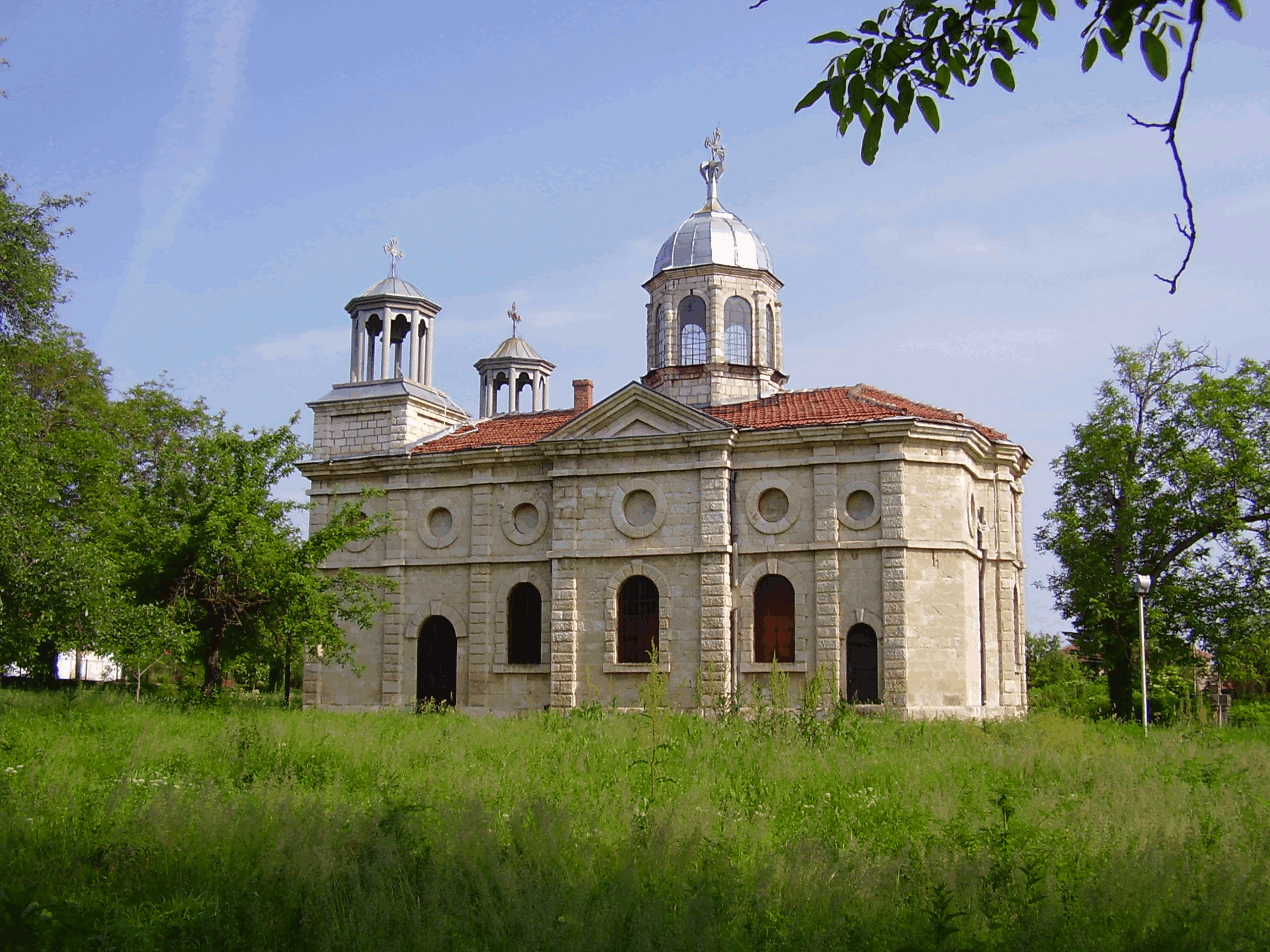
Varbitsa
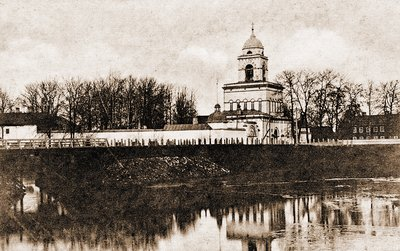
Tikhvin
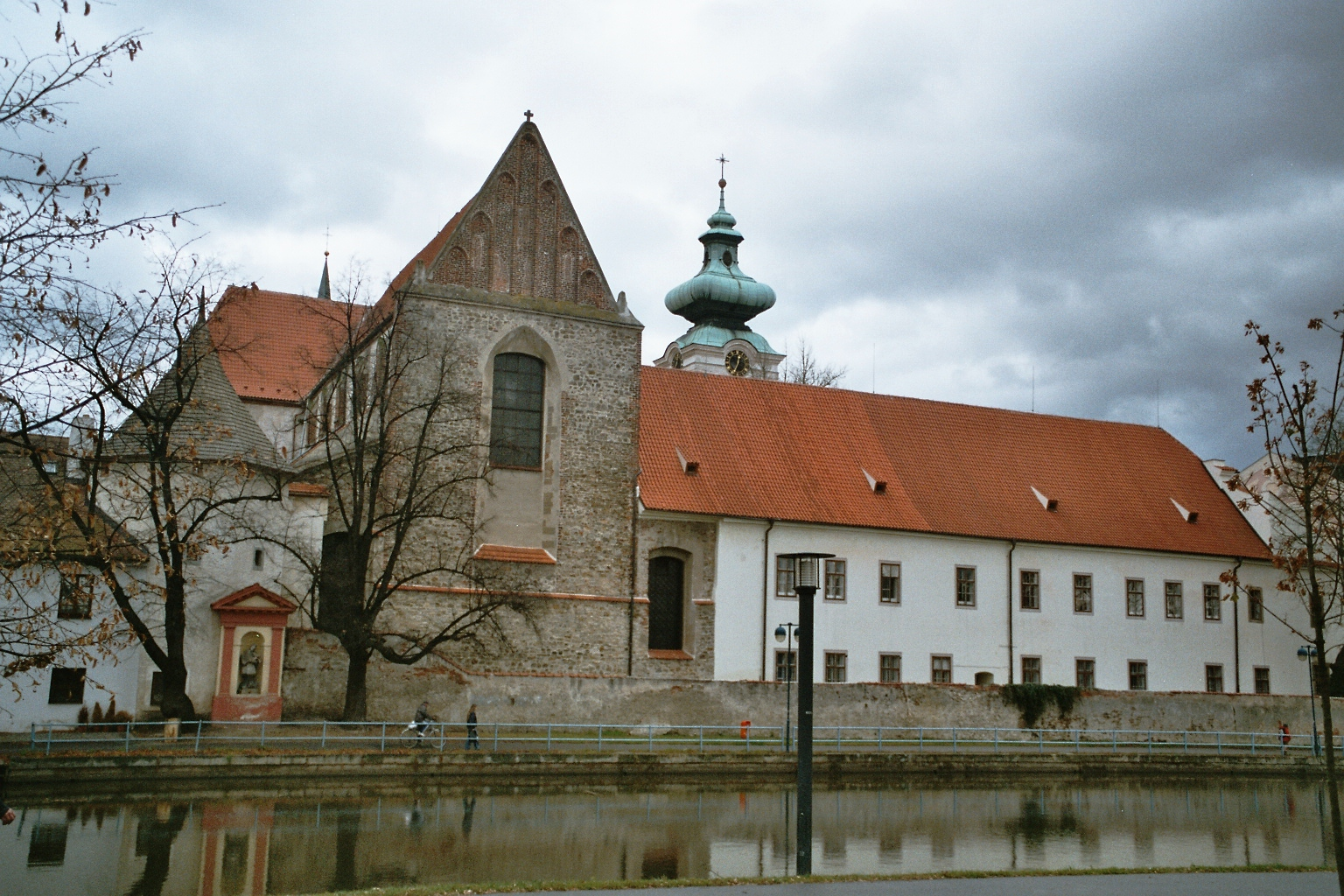
České Budějovice
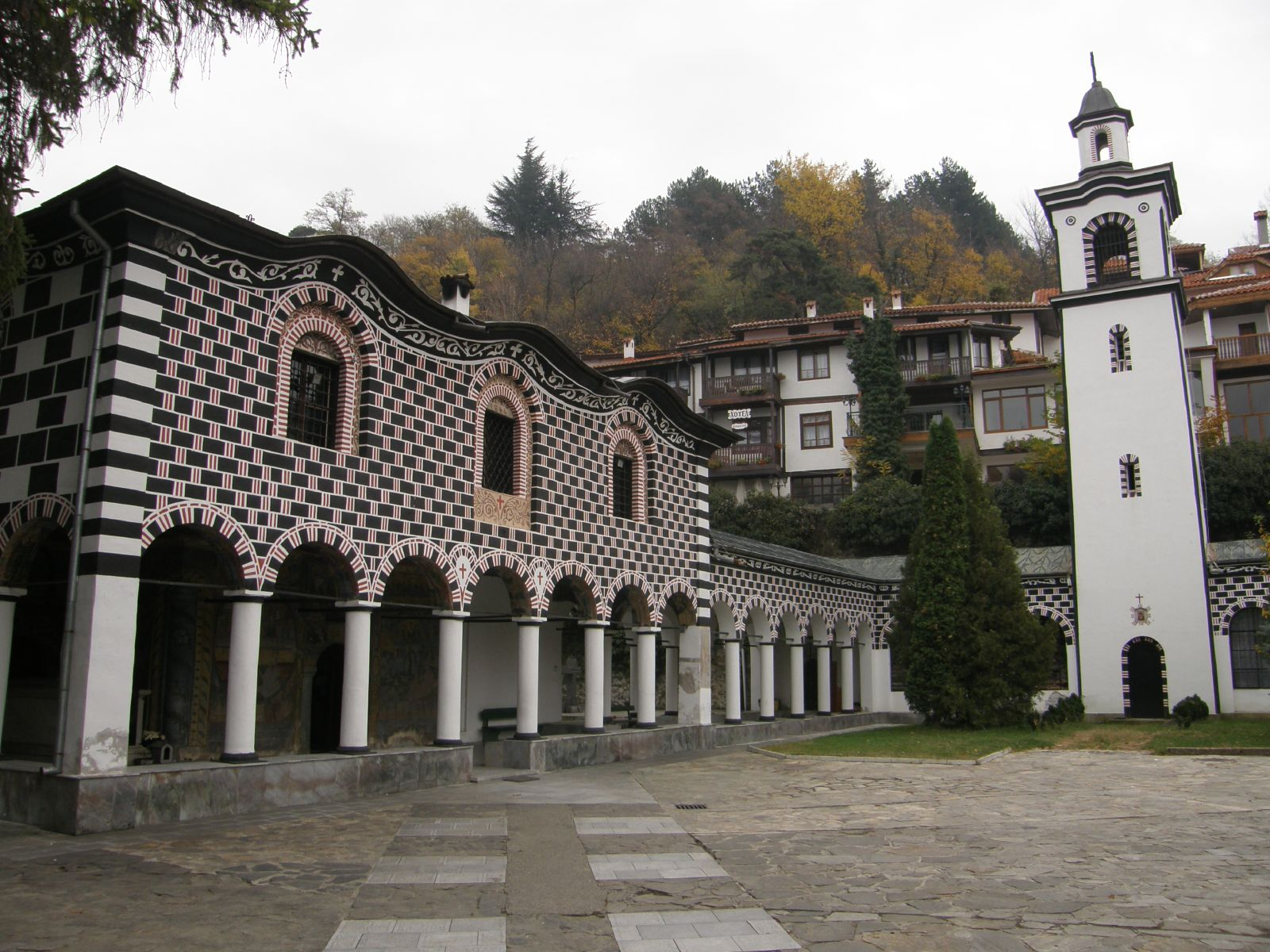
Blagoevgrad
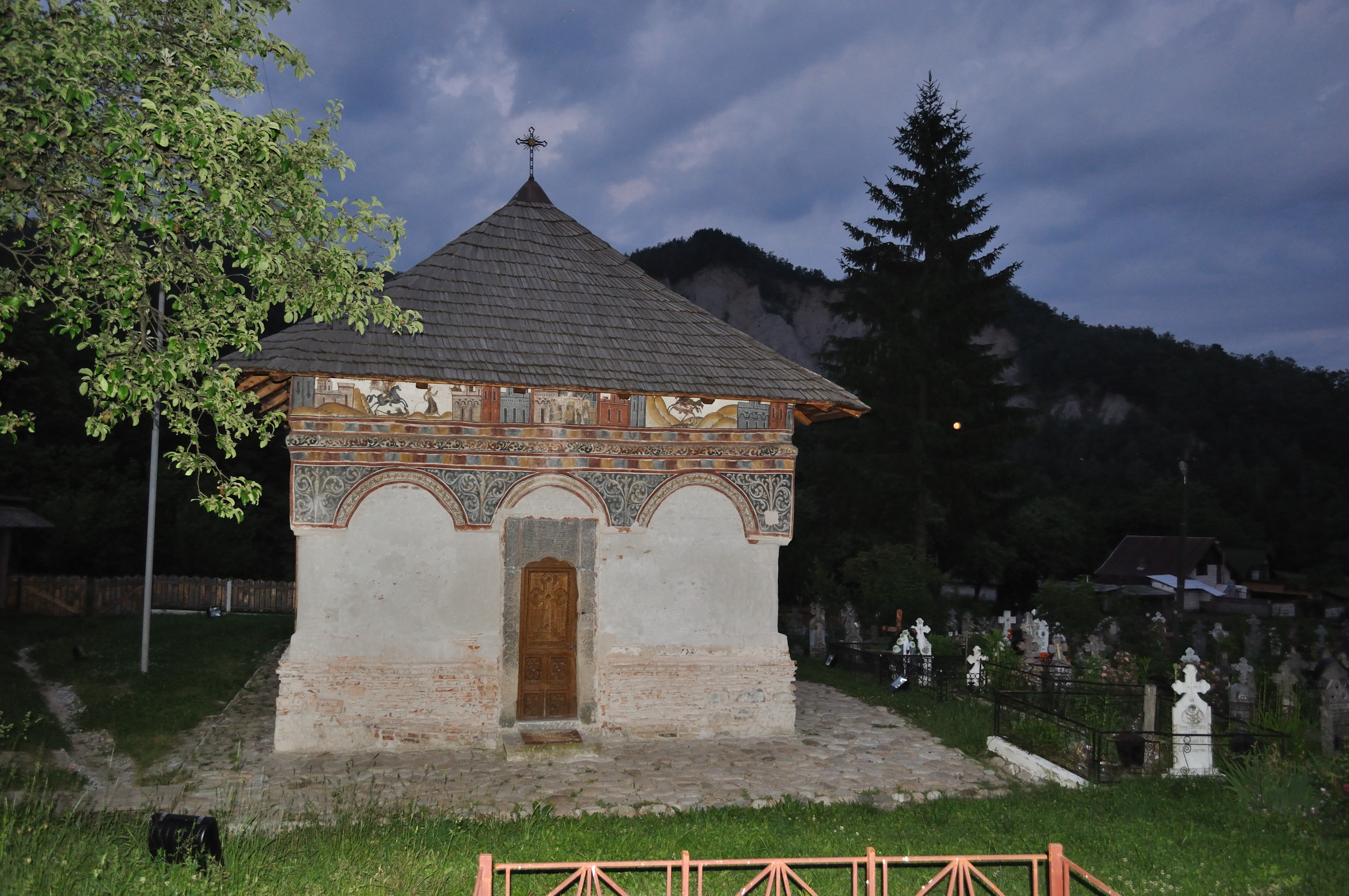
Gorunesti
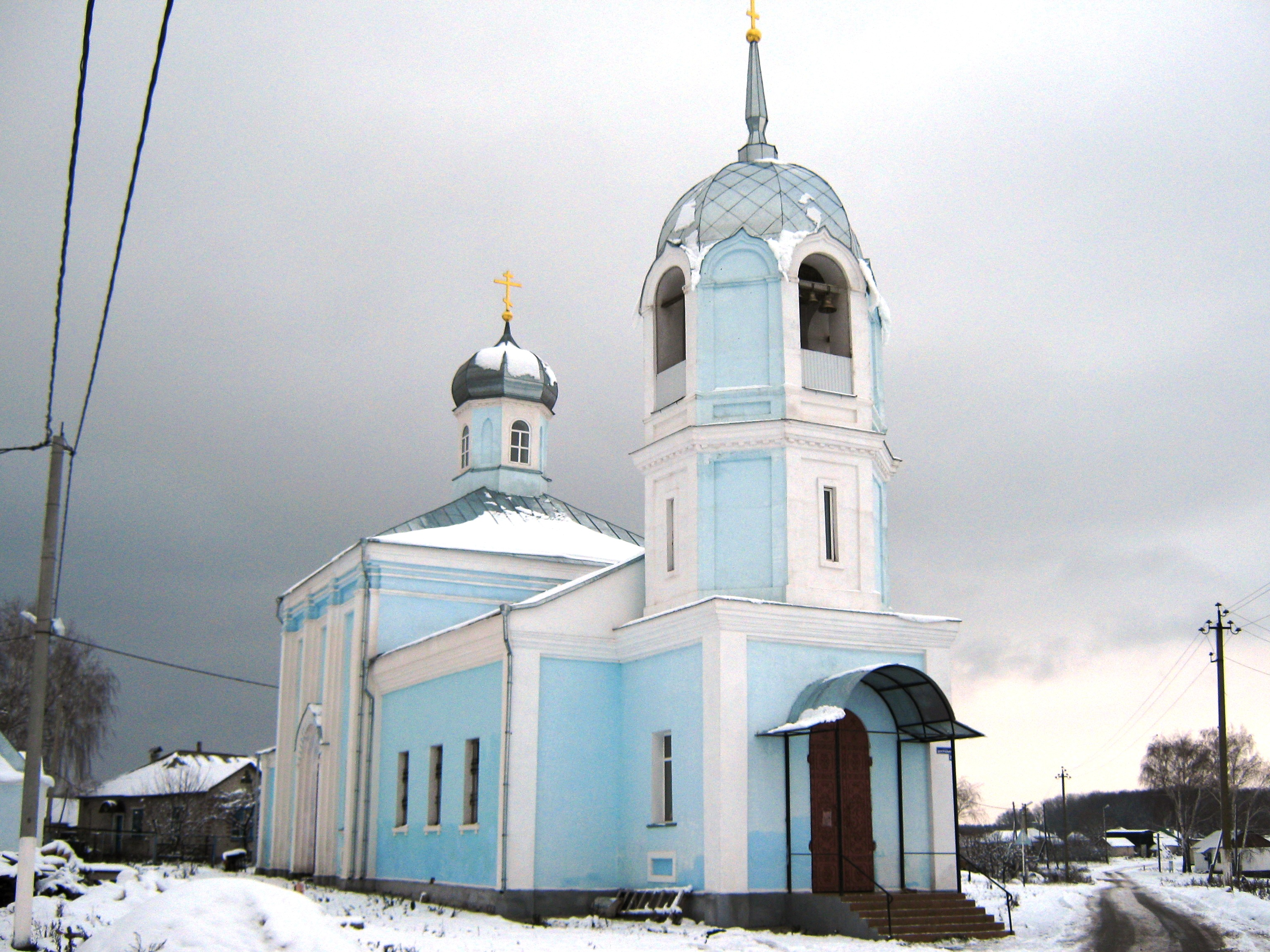
Vvedenka
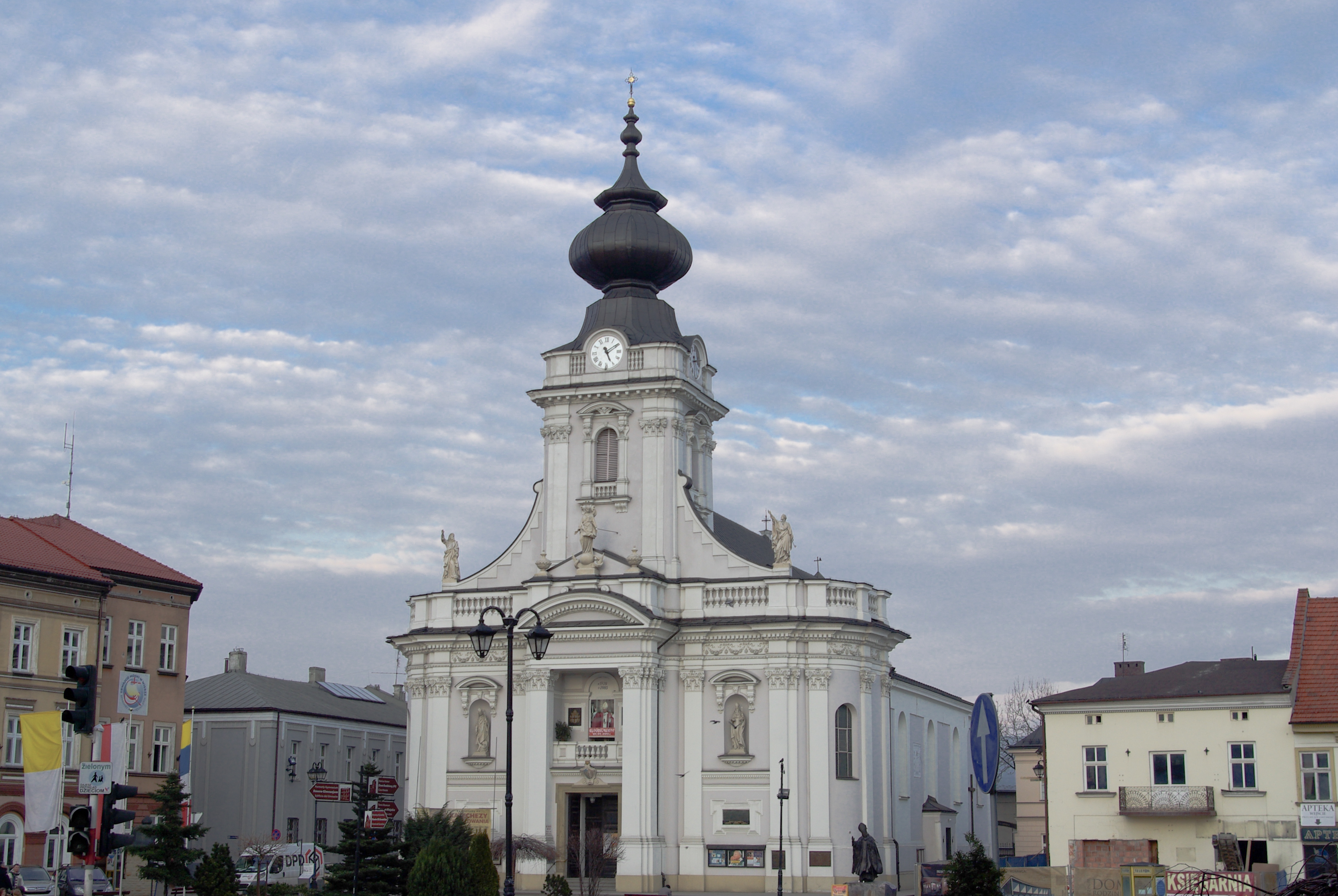
Wadowice